# Village historique acadien (Nouveau-Brunswick)
Pour les articles homonymes, voir Village historique acadien.
Le Village historique acadien est situé à Rivière-du-Nord, près de Caraquet, au nord-est du Nouveau-Brunswick.
Le village, inauguré en 1977, recrée la vie du peuple acadien de 1770 à 1949. Plus de 60 bâtiments, en majorité originaux, sont habités par des interprètes en costumes d'époque qui font revivre les coutumes ancestrales et les métiers traditionnels.
Le village a gagné le «Phoenix Award» et le «Prix Attractions Canada» 2001/2002.

## Histoire

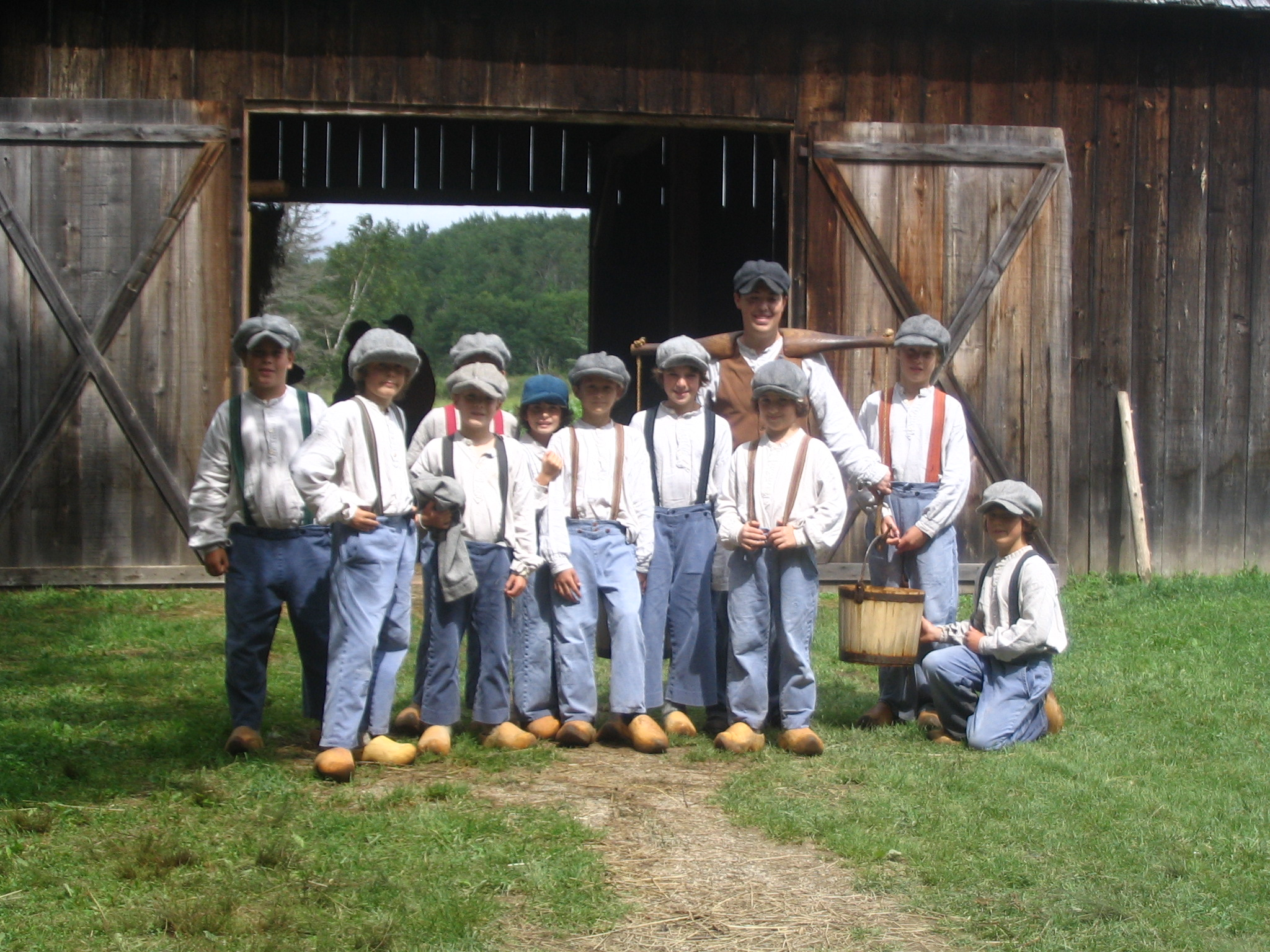
Figurants au Village historique acadien.

Au début des années 1960, le Conseil économique des Provinces de l'Atlantique lance le projet d'un village historique acadien. La Société historique acadienne considère qu'il devrait être implanté dans le secteur de Moncton ou de Shédiac, préférablement au bord de la baie de Shédiac, afin d'être facile d'accès. Le projet prévoit un village complet de 30 à 50 acres avec des bâtiments et des décorations authentiques datant d'au moins un siècle. Des statues de cire ou des acteurs doivent peupler le village. Le projet est privé et doit être financé par une concession et le coût d'admission.
En 1965, la Chambre de Commerce de Caraquet élabore un plan destiné à développer l'industrie touristique. Le village historique devait alors contenir des reproductions de maisons de Port-Royal et de Grand-Pré au XVIIIIe siècle. Un comité est formé en 1969 et présente une étude de faisabilité au gouvernement provincial. La construction du village historique dans la région de Caraquet est annoncée en 1971. Un budget de 300 000 dollars est alloué l'année suivante et un conservateur en ameublement est embauché.
Le parc ouvre finalement ses portes le 28 juin 1977. Les bâtiments proviennent tous de régions acadiennes du Nouveau-Brunswick et sont alors regroupés en 17 établissements agricoles ou commerciaux. La maison Thériault, le moulin Riordon, la menuiserie Cormier et l'imprimerie sont ajoutés entre la fin des années 1970 et le début des années 1980, alors que la maison Savoie, la maison Martin et la cordonnerie sont déplacés. Un auditorium est ajouté au centre d'accueil en 1982. Une nouvelle section regroupant des bâtiments du début du XXe siècle est ouverte en 2001, comptant le Château Albert, des maisons et une ferblanterie.
Un musée de cire a existé pendant plusieurs années jusqu'au début des années 2000 mais a ensuite fermé ses portes. À la même époque, une comédie musicale intitulée Les Défricheurs d'eau, produite par le parc, n'eut pas le succès escompté.

## Bâtiments

### Phase 1 (1770-1895)

#### Ferme Mazerolle
La ferme Mazerolle fut construite vers 1852 au Village-des-Mazerolle, près de Frédéricton. Elle est représentative des conditions de vie difficiles de plusieurs familles à l'époque. La maison est construite de rondins de bois équarris à la hache, maintenus par des chevilles de bois verticales. Les angles sont assemblés en queue d'aronde et le plancher est en madriers de pin. Le toit est couvert de bardeaux reposant sur une armature en pannes de rondins. La maison comporte une seule pièce, éclairée de cinq fenêtres, dotée d'un mobilier strictement utilitaire et chauffée par une cheminée en pierres des champs.
La ferme Mazerolle comprend un four à pain en terre glaise, une porcherie, une basse-cour et deux granges.

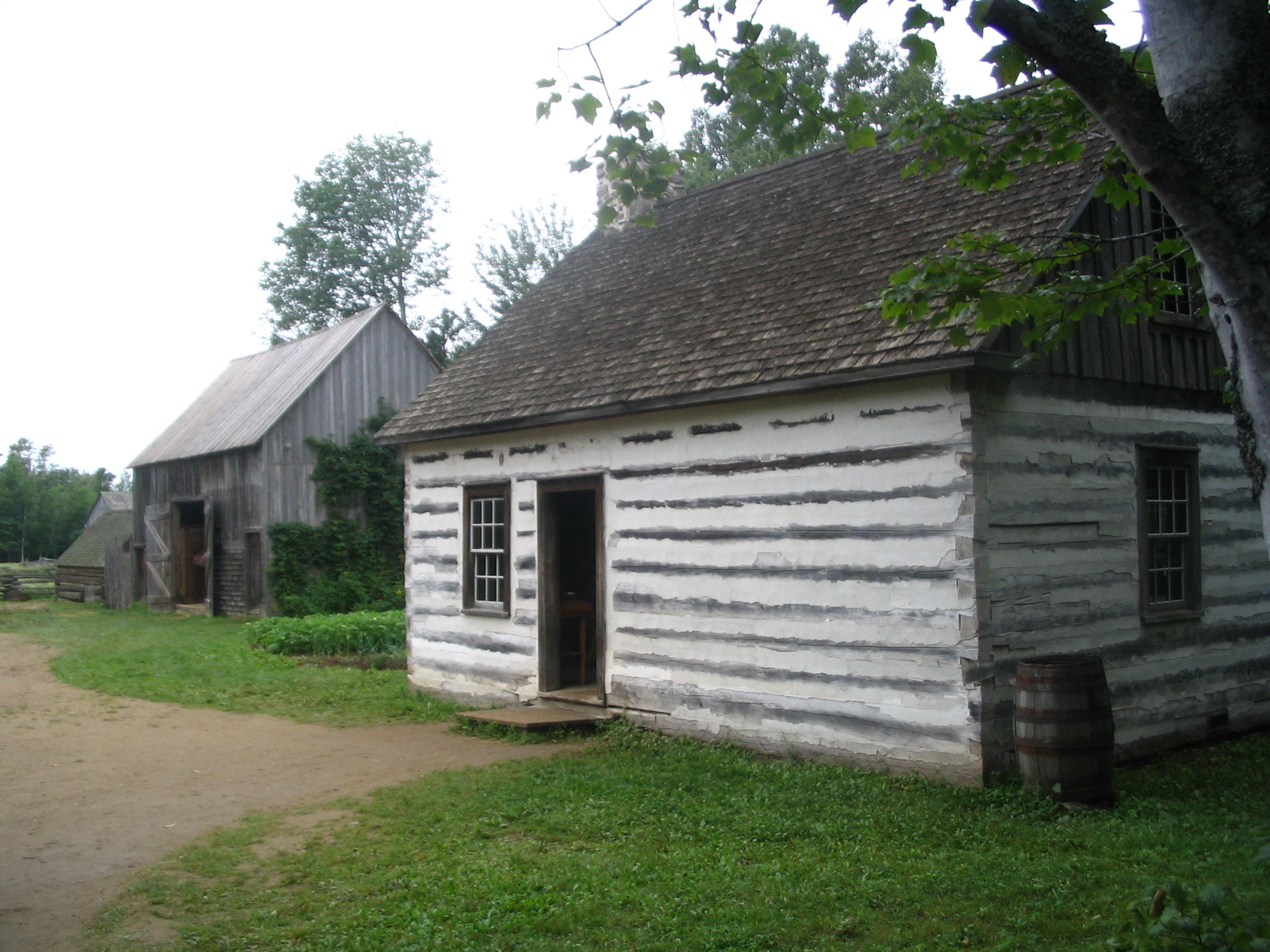
La ferme Mazerolle.

#### Maison Martin
La maison Martin date du XVIIIe siècle.
La maison appartenait à M. Baltazar Martin. En 1773 Monsieur Martin était veuf car sa femme mourut en donnant naissance à sa fille qui est également décédée lors de l'accouchement. La maison était située à Sainte-Anne des Pays-Bas qui est aujourd'hui appelé Frenchvillage près de Fredericton. Monsieur Martin était caché dans le bois parmi les Amérindiens, il se cachait des Anglais car la terre appartenait à la couronne britannique à cette époque et il aurait pu se faire mettre hors de sa terre si un Anglais avait voulu prendre cette dernière.
Dans la maison Martin au Village Historique Acadien on peut assister à la fabrication de balais tillés, balais faits de bouleau blanc à même le bois. La maison Martin ne possède pas de plancher. Elle est sur la terre battue.

#### Maison Godin
Anciennement située à Maisonnette, la maison Godin appartient en premier lieu à Édouard Godin. Né en 1853, il avait épousé en 1881 Basilice Lanteigne et le couple eut huit enfants.
N’ayant reçu aucune terre de son père, Édouard en achète quelques-unes. Son premier achat remonte au 1er avril 1880, alors qu’il achète une terre hypothéquée appartenant à son oncle. Édouard paie une partie de l’hypothèque, soit 140 $, pour prendre possession de la moitié de cette terre, c’est-à-dire 40 verges de façade totalisant 20 acres de terre. Cette terre correspond à celle où fut trouvée la maison Godin.
Étant donné qu’Édouard achète sa terre en avril 1880 et qu’il se marie en septembre 1881, il est fort probable que la maison fut construite entre ces deux dates.
Le premier des enfants d’Édouard à naître dans cette maison est François-Xavier en 1882 et la dernière est Marie Agathe en 1899. Son fils Bruno, né en 1891 et marié à Anne-Marie Gauvin, hérite de la maison.
La maison Godin sert d’exemple d’une habitation de pêcheur acadien néo-brunswickois à la fin du XIXe siècle, possédant aussi une petite saline et un hangar. Si on considère l’année d’interprétation, on peut affirmer que dans cette demeure habitait Édouard et son épouse Basilice et les premiers enfants; François-Xavier, Moïse et Louis. Basilice, pour une partie de 1890, est enceinte de son quatrième fils, Bruno, né le 1er mars 1891. En consultant le recensement de 1891, on apprend qu’Édouard et son épouse, ainsi que le plus vieux François-Xavier, savent lire et écrire.

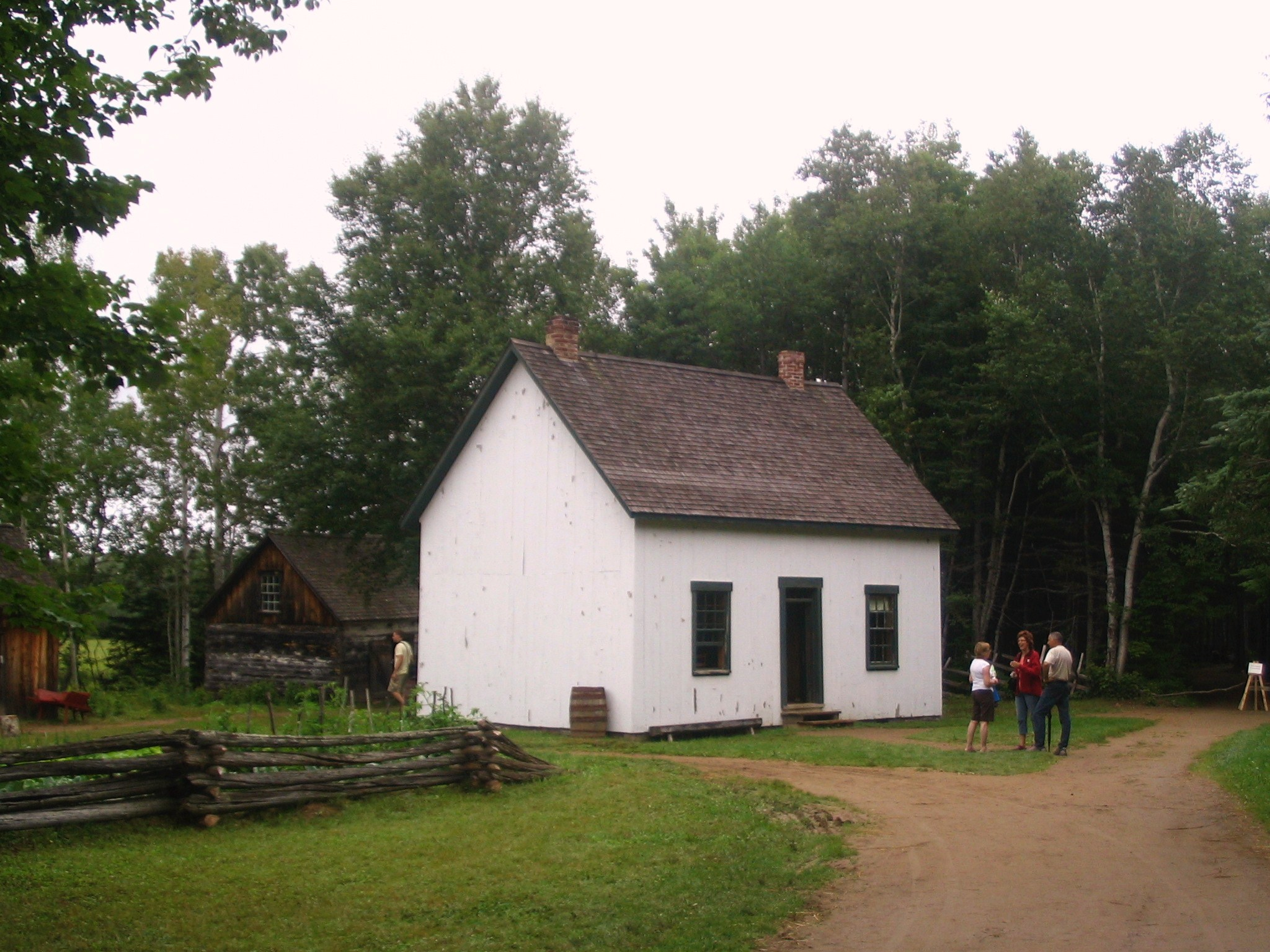
La Maison Godin.

#### Entrepôt Robin
L'entrepôt Robin se trouvait au port de Caraquet. Il a été restauré à son apparence en 1855. Il comprend un quai sur la rivière du Nord.

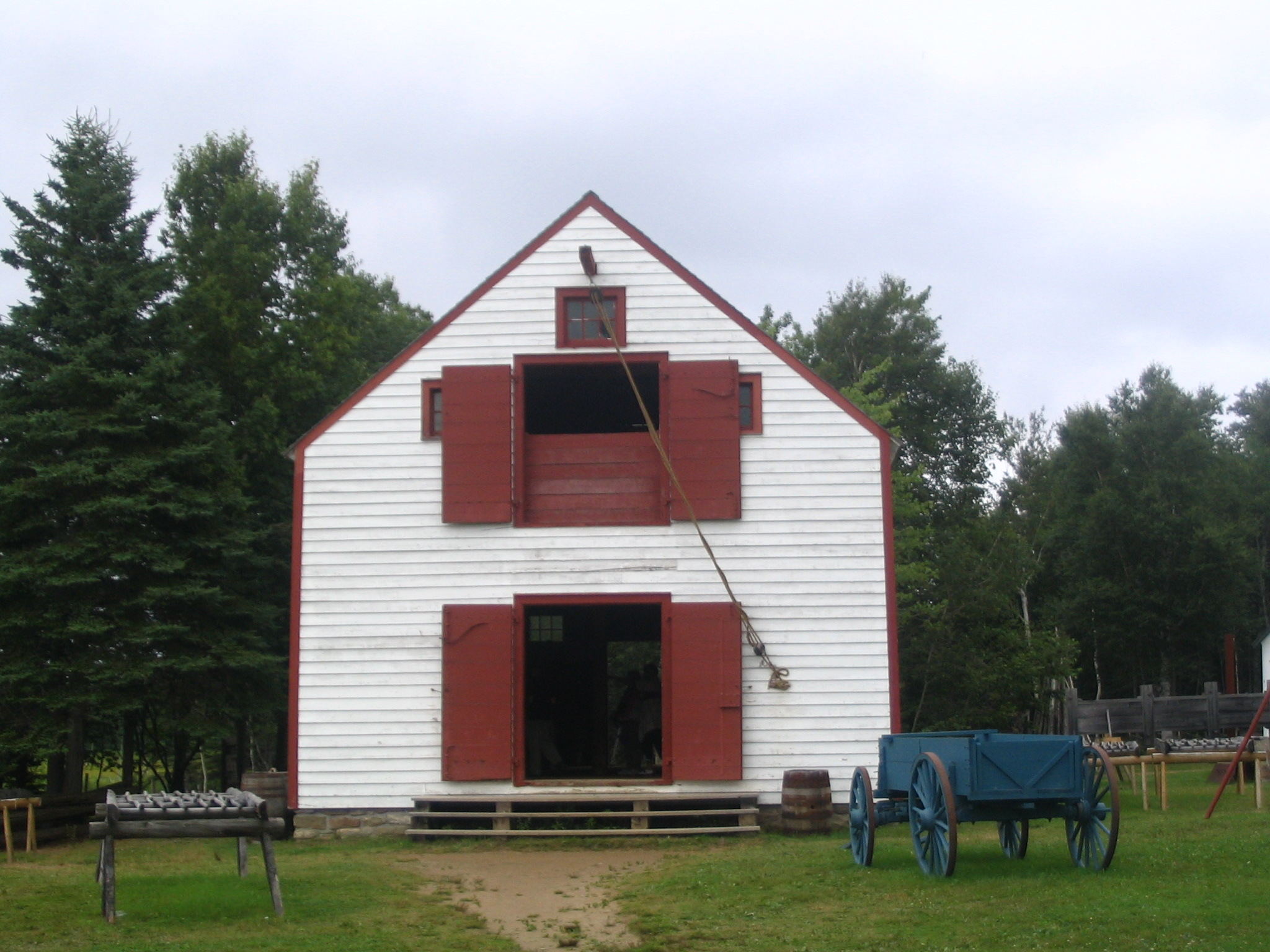
L'entrepôt Robin.

#### Ferme Robichaud
La ferme Robichaud fut construite en 1835 à Inkerman, au Nouveau-Brunswick, et restaurée ici à son état en 1845.
C'est une grande maison ne comportant pas de cloisons intérieures. Elle est construite pièces sur pièces avec aux angles des poteaux à coulisses. Le toit est recouvert de bardeaux.
Parmi les dépendances de la ferme se trouvent une grange et un caveau à légumes.

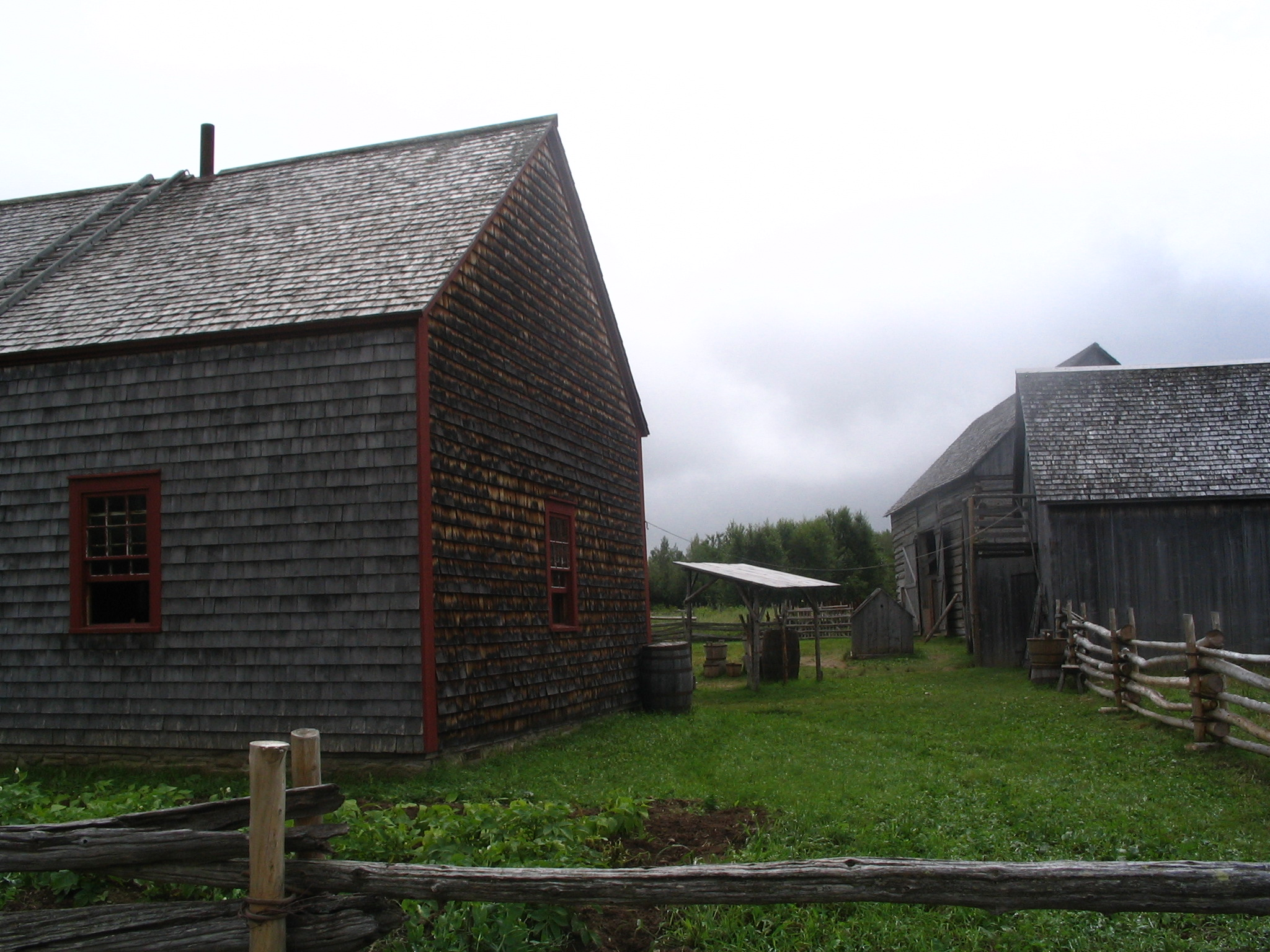
La ferme Robichaud, vue du chemin.
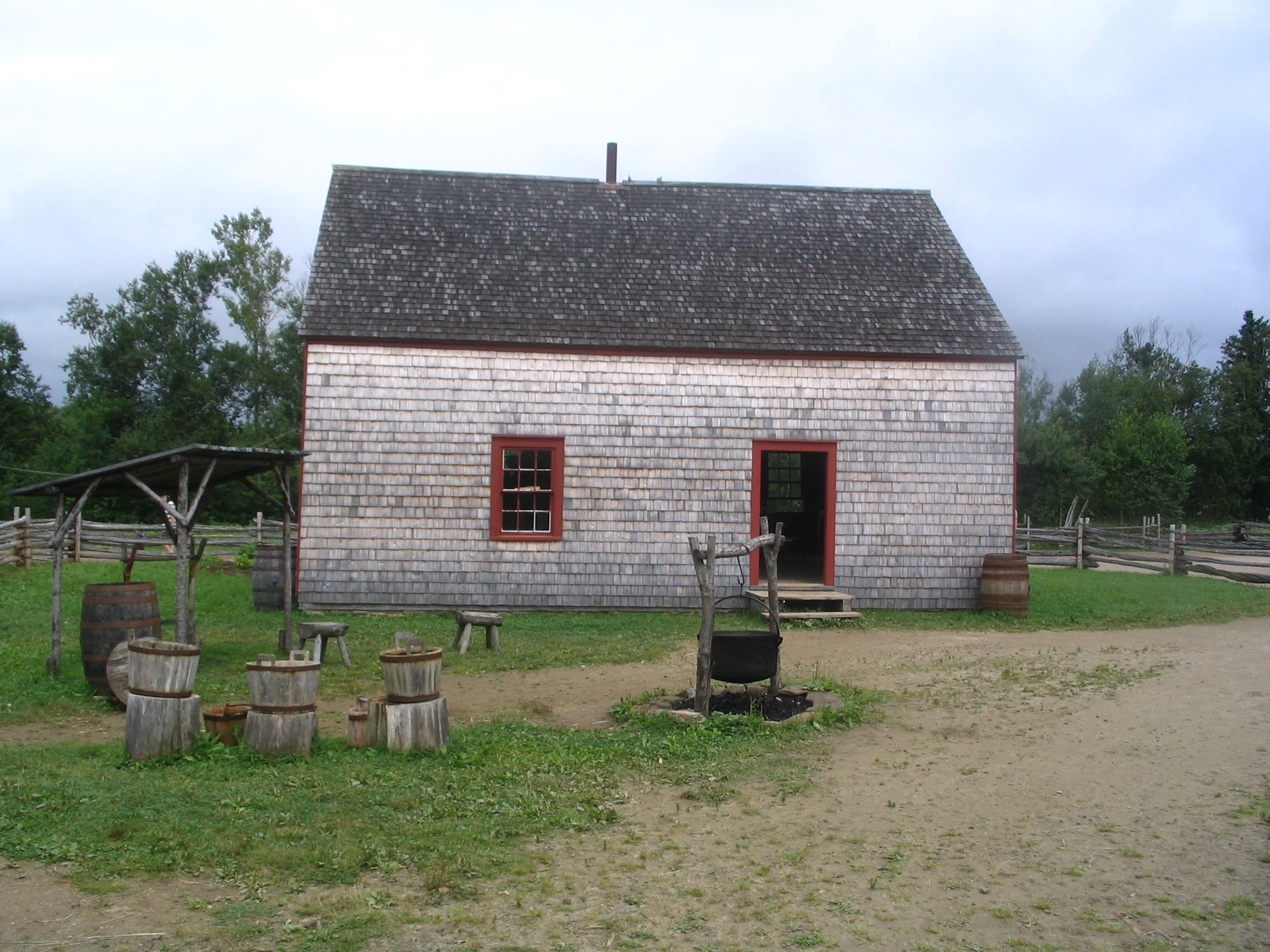
La maison Robichaud.
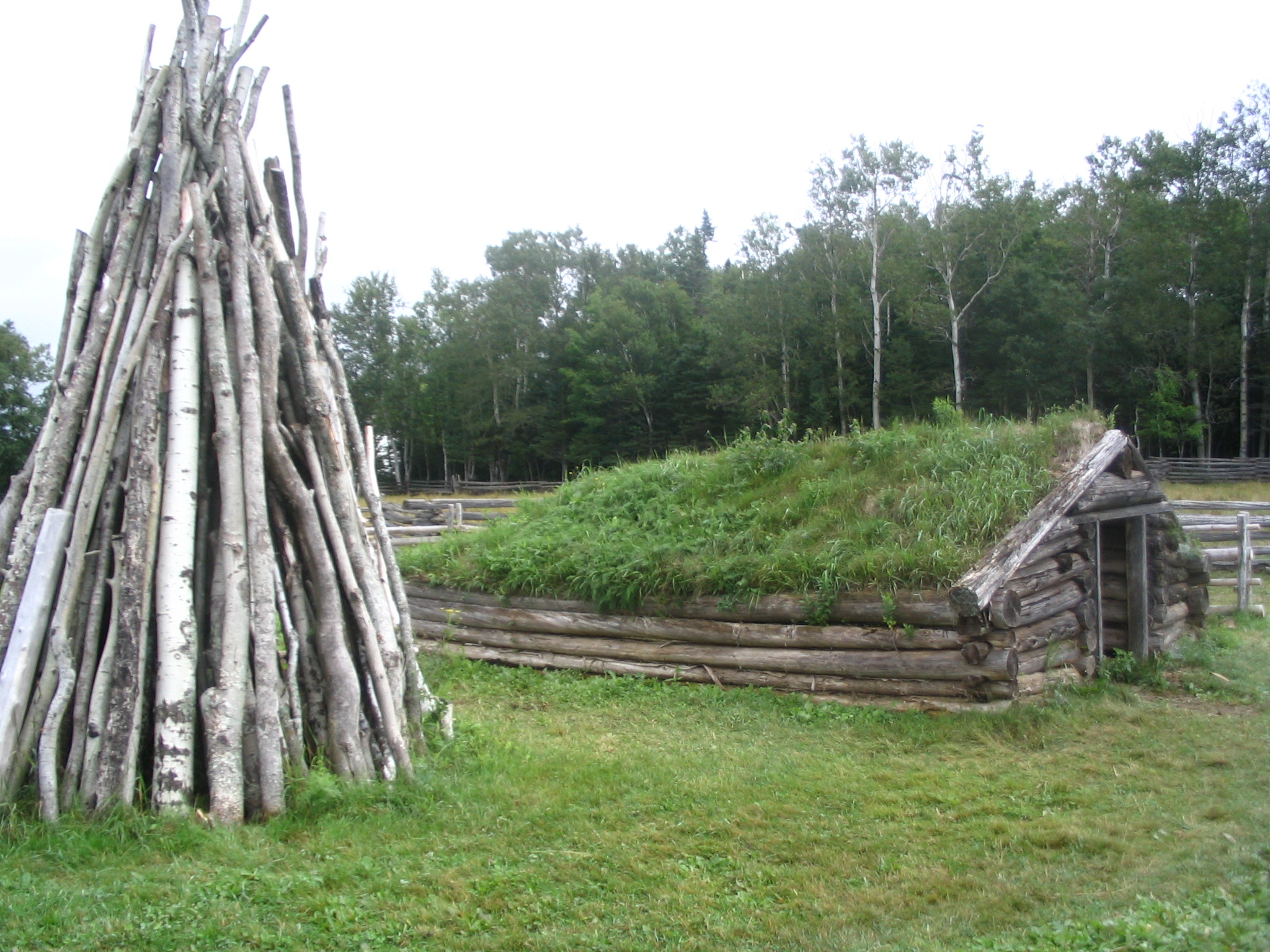
Le caveau à légumes.

#### Ferme Doucet
La charpente de la maison Doucet qui se trouve au Village Historique Acadien date de 1840 mais la restauration de ce bâtiment, comme on la retrouve dans le Village aujourd'hui, date de 1860. La maison Doucet montre l'évolution d'une maison pièce sur pièce à une maison assez raffinée après quelques années d'habitation. Cette maison est raffinée au point de vue des moulures qui sont sur les murs et des cadres des fenêtres. Aussi, il y a une armoire de coin ainsi que le foyer qui a les mêmes moulures. Le mobilier que l’on retrouve à l’intérieur de la maison Doucet reflète une habitation acadienne du Nouveau-Brunswick ayant un peu plus de luxe que les autres. Elle cadre dans une époque de transition dans le mobilier acadien, soit de 1825 à 1875. Les pièces de mobilier connaissent une amélioration. Tout en conservant leurs fonctions utilitaires, elles sont un peu plus décoratives et fabriquées avec soin. Avec l’arrivée du tour à bois, les tables, les chaises, les lave-mains et les lits peuvent avoir un aspect décoratif.
Le premier propriétaire et constructeur de la maison est Romain Doucet, né en 1818 à Bathurst et époux de Marie DeGrâce. On peut en déduire que cette maison fut construite vers 1840 lorsque son père, Dominique, lui légua un terrain de 60 acres à Sainte-Anne de Bathurst en 1840, l’année de son mariage. À la mort de Romain en 1890, son fils Louis hérite du patrimoine familial et le conserve jusqu'en 1932 lorsqu'il le vend à son petit-fils Hector Picot pour 1 dollar.

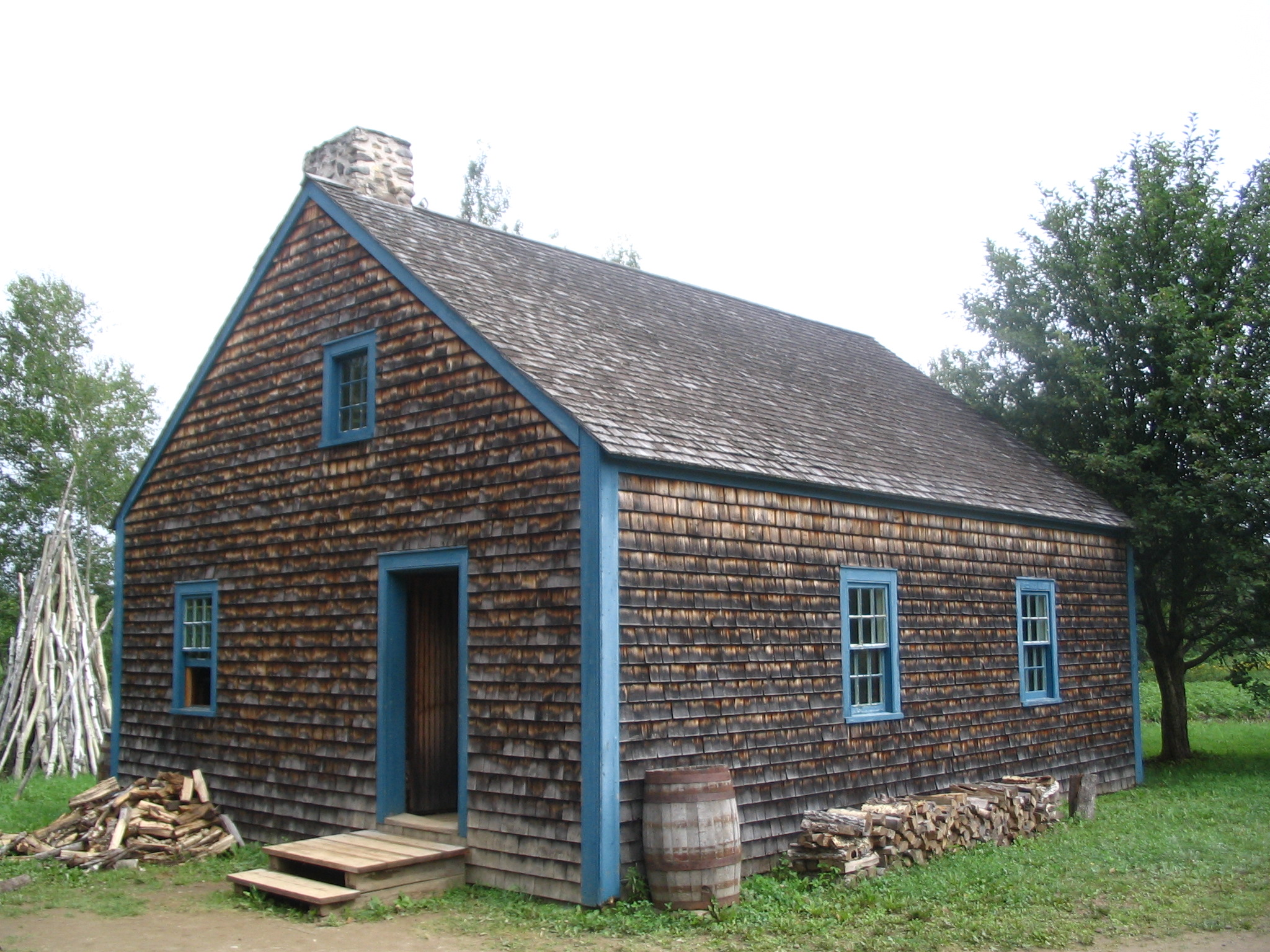
Maison de la ferme Doucet.
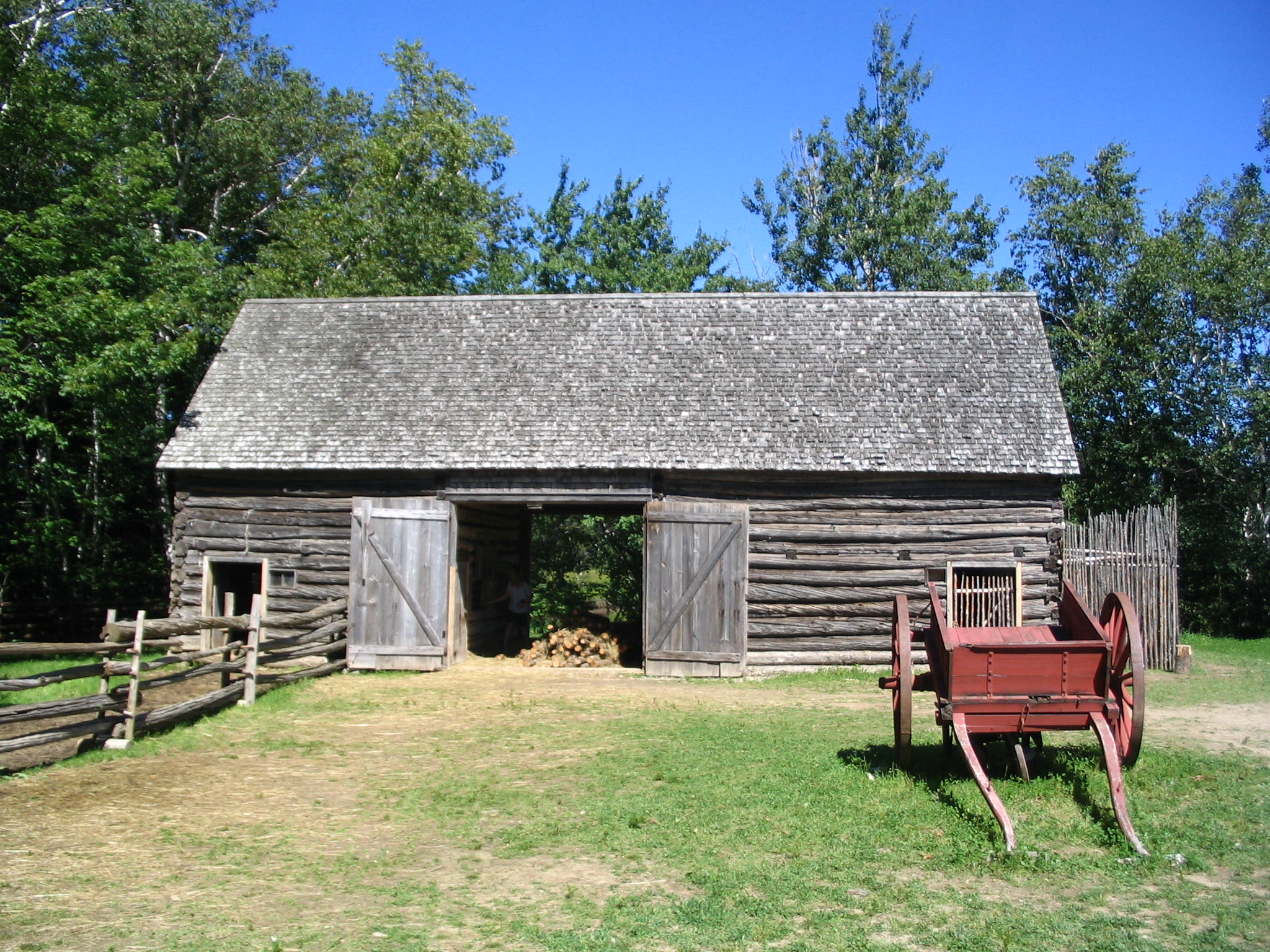
Grange Joseph-Landry.

#### Ferme Cyr
Cette maison provient du Madawaska, plus précisément de Saint-Basile. Elle fut construite par Laurent Cyr, fils de Michel et Madeleine Thibodeau, époux d’Angélique Raymond.
Quelque temps avant son mariage, Laurent loue puis achète la terre de Simonet Hébert. C’est probablement Laurent qui construit la maison qu’il habite par la suite. Possiblement avant son mariage, Laurent achète une partie des articles ménagers et des meubles qu’il ne pouvait pas fabriquer lui-même. Aussi il se procure un poêle à bois que demande la maison construite apparemment sans foyer. Durant les années 1820, les Acadiens du Madawaska vont de plus en plus à Québec ou aux villes du Saint-Laurent pour acheter les biens qu’ils jugent nécessaires.
Vers 1850, Laurent chaule le mur extérieur est de la maison, celui qui fait face au chemin. Une galerie est construite du côté de la rivière, car la circulation sur la rivière est encore considérable. Après 1860, une galerie est construite du côté de la route. De plus, cette même année, lors d’une foire agricole, « Lawrence Cyre à Michael » remporte le premier prix pour le meilleur poulain âgé d’un an.
Laurent et son épouse Angélique ont sept enfants et l’héritier de Laurent est son plus jeune fils, nommé aussi Laurent. On ignore quand décède Laurent père, mais on sait que Laurent fils épouse en 1872, à Saint-David aux États-Unis, Édith Daigle.
Avant le mariage de 1872, les murs intérieurs de la maison, n’ayant pas été finis, sont recouverts de papier journal. La petite cuisine d’été semble dater de cette période, bien qu’on ne puisse l’inclure rigoureusement dans la rénovation général.
Laurent fils n’eut que des filles. En 1905, Agnès, fille de Laurent, épouse Bélonie Thibodeau et ceux-ci héritent de la ferme. Autour de 1910, ils font construire une nouvelle maison. La famille d’Agnès Cyr et Bélonie Thibodeau déménage dans la nouvelle maison vers 1914. Dorénavant, l’ancienne ne sert que de hangar.
Le 22 mai 1973, le Village Historique Acadien achète de Camille Thibodeau, fils d’Agnès et Bélonie, l’ancienne maison de Laurent Cyr, fils de Michel. Au début, on croyait que cette maison datait de 1780, mais après les recherches, on s’aperçoit que la maison a été construite plus tard, soit vers 1830. Par contre, avec de nouveaux procédés de datation, il est possible que la maison n’ait été construite que vers 1852.
Enfin, la ferme Cyr est composée d’une maison, d’une grange, d’un hangar et d’une porcherie.

#### Maison Savoie
Établis d’abord à Port-Royal au cours des années 1600, les Savoie quittent cette région dès la signature du traité d’Utrecht en 1713. Confiants qu’ils vont habiter une région non touchée par le traité, Germain Savoie et Pierre Thibodeau s’installent sur la côte de la baie de Chignectou, au sud de ce qui est aujourd’hui le Nouveau-Brunswick. Ils y fondent la colonie de Chipoudy. Malheureusement, à partir de 1755, les soldats britanniques viennent pourchasser les Acadiens jusque dans la région de la rivière Petitcodiac. Après la chute du fort Beauséjour, un groupe d’Acadiens quitte cette région et descend la rivière Miramichi jusqu’à la baie où elle se jette. Ils y passent l’hiver. Les survivants continuent leur route vers le nord jusqu’à Néguac, Tracadie, Caraquet et Québec. Jean, dit James Savoie, le fils de Germain, est l’un des premiers à gagner la région de Néguac. Il s’établit à l’endroit appelé Rivière-des-Caches.
Le fils de Jean, Joseph, demande une concession de terre en 1795 et l’obtient en 1813, trois ans après sa mort! Elle est alors partagée entre ses quatre fils: Germain, Victor, Édouard et Bonaventure. C’est le fils de Bonaventure, Vital, qui construit sur un terrain reçu de son père la maison qu’on retrouve au Village Historique Acadien. Vital est avant tout un fermier. Cependant, il semble très habile en menuiserie puisqu’il fabrique toutes les chaises et les tables qui meublent sa maison. Il est aussi trappeur et piège le castor, le rat musqué et le lièvre, d’où son surnom: Vital pour Boune le Rat musqué. Il pratique aussi la pêche.  Après la mort de Vital, son fils Thomas hérite de la maison et la transmet ensuite à son fils Francis. Elle est habitée jusqu’en 1967.
Cette maison a été construite en deux étapes. Datant de 1860, la cuisine d’été est la partie la plus ancienne; sa charpente à colombages verticaux est faite de pièces débitées en scierie. Le corps principal de la maison est construit quatre ans plus tard, sur une charpente de poutres équarries à la hache. L’extérieur est recouvert de bardeaux de cèdre. La finition intérieure de la cuisine d’été est réduite à sa plus simple expression, alors que celle de la partie plus récente montre un certain raffinement.

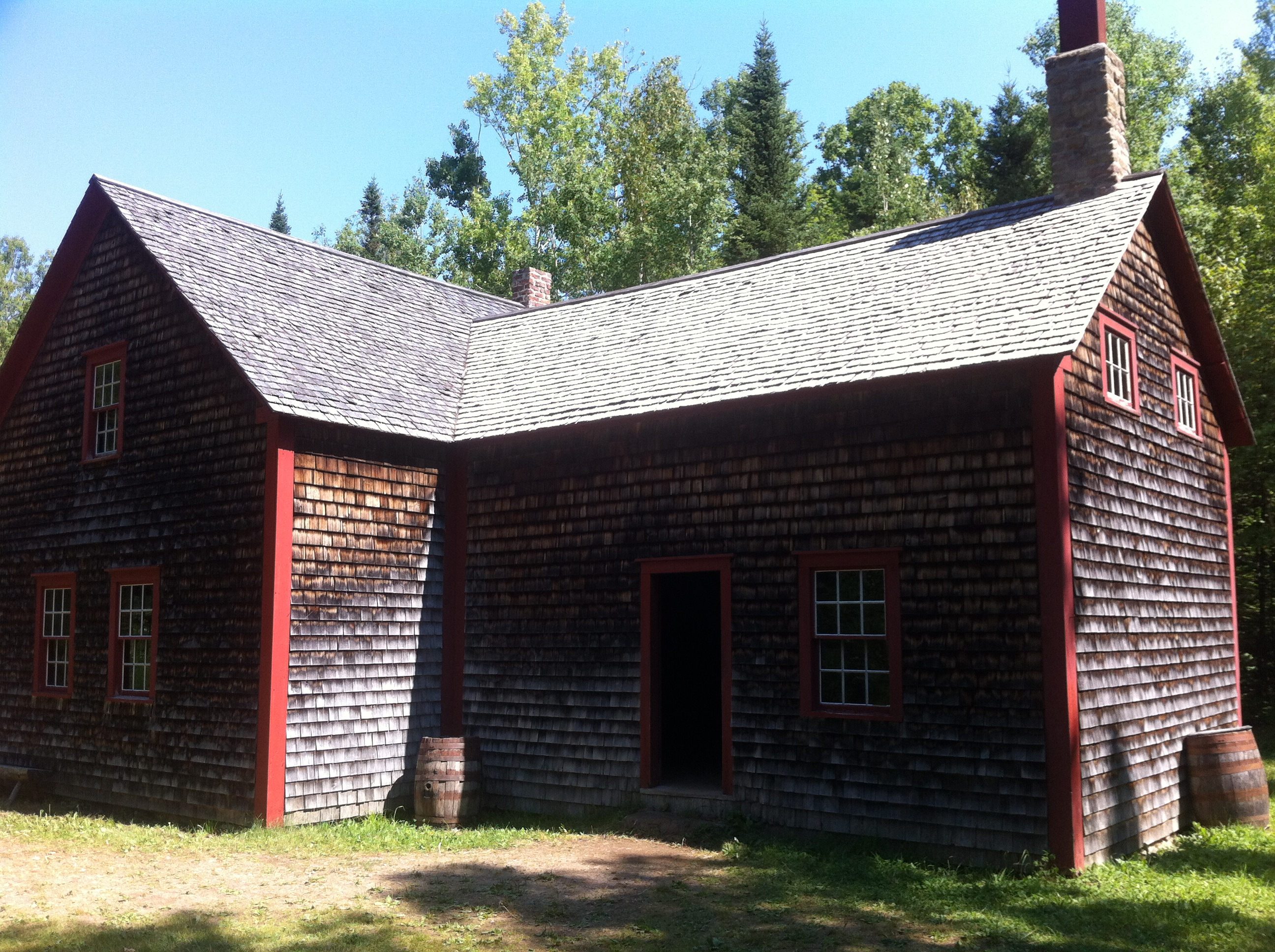
La Maison Savoie

#### Magasin Godin
Le magasin général Chas J.L. Godin est un bon exemple d’un magasin général typique dans une communauté acadienne au tournant du XXe siècle. Comme la plupart de ces commerces en Acadie du Nouveau-Brunswick, il demeure de taille modeste au cours de toute son histoire et son propriétaire est loin de s’enrichir en l’exploitant. À la fin du XXe siècle, ces magasins offrent une grande variété de produits domestiques et utilitaires, mais peu de produits alimentaires. Ce n’est qu’au début des années 1900 qu’ils deviennent de véritables épiceries et offrent une variété de produits.
En ce qui concerne son propriétaire Charles Godin, né en 1850 à Haut-Caraquet, il épouse en premières noces en 1878 Caroline Poirier, puis en 1883, en secondes noces, Olésine Doucet. De ses deux mariages il eut neuf enfants, dont Alexis qui lui succède en 1920, même si le commerce devient la propriété d’Olésine.
Nommé maître de poste en 1880, fonction qu’il occupe jusqu’à sa mort. Il profite sûrement de l’occasion pour établir son commerce. On ignore exactement à quel moment il ouvre son établissement, mais le plus vieux de ses livres comptes que l’on connaisse date de 1889.
Chose certaine, il n’est pas rare à l’époque que des commerçants logent dans un magasin général un bureau de poste. Toutefois, les maîtres de poste ne sont pas toujours marchands généraux.
On peut croire que le magasin de Charles Godin est assez modeste selon les normes de l’époque. D’abord, comme plusieurs de ses concurrents, son commerce possède moins de 500$ en capitaux. Au début des années 1900, sa cote passe à « L » ce qui signifie que son crédit est qualifié de « Fair » (passable) à ce moment. De plus, comme bien des commerçants de son époque, Charles Godin pratique l’agriculture.
On peut aussi avoir une idée de l’importance du magasin général Godin lorsque l’on réalise que du point de vue structural, rien ne le démarque vraiment d’une petite maison. On peut croire que le commerce n’est pas la fonction première de ce bâtiment à son origine étant donné sa petite taille et ses caractéristiques similaires à celles d’une petite habitation. Enfin, il semble que Charles J.L. Godin est surtout reconnu en tant que maître de poste, et non comme marchand.

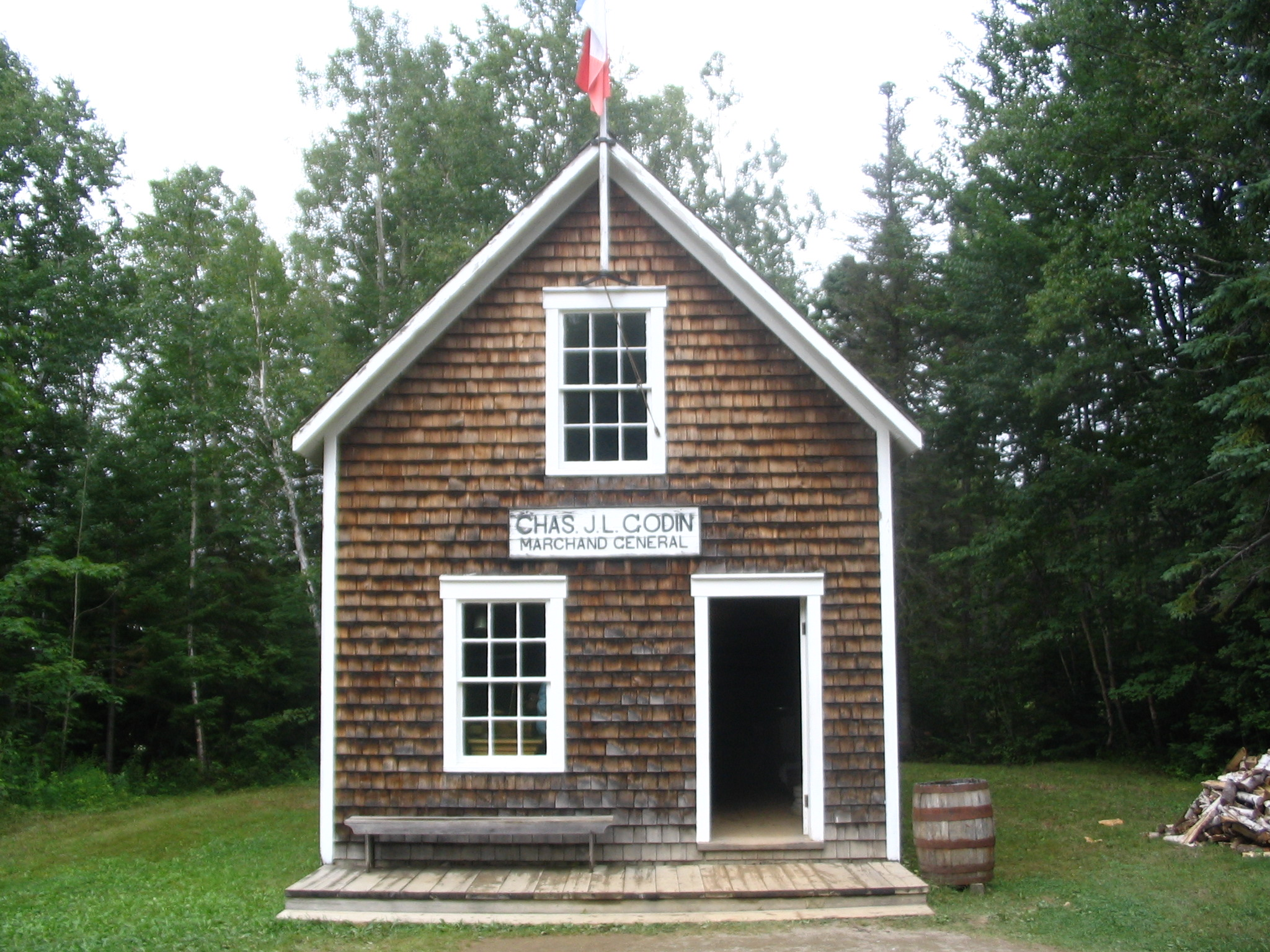
Le magasin Godin.

#### Taverne Poirier
Située à Caraquet (secteur de la Pointe-Rocheuse), la taverne Poirier ouvre ses portes au public vers 1880. À la taverne Poirier on sert du rhum de la Jamaïque, du gin (surtout du De Kuyper) qui provient de la Hollande, du whisky et du brandy qui pouvaient provenir des îles Saint-Pierre-et-Miquelon ou bien être de fabrication locale. Enfin, le vin que l’on y consommait venait habituellement de France. On ne retrouve pas de bière, car cette boisson n’est connue dans la région qu’au XXe siècle.
La taverne ouvre vers 8 heures pour fermer vers 18 heures et même parfois jusqu’à 23 heures si les discussions de l’après-midi sont intéressantes. Les gens se rendent à la taverne pour y acheter leur boisson en bouteille et retourner chez eux. De plus, et il semble que ce soit là l’utilisation principale de la taverne, les gens consomment leur alcool sur place tout en jasant, en jouant aux cartes ou aux dames.
L’édifice semble en effet avoir servi de magasin à ses débuts, mais cet usage fut de courte durée puisque la tradition orale ainsi que plusieurs documents officiels réfèrent toujours à Louis Poirier comme propriétaire d’une taverne et non d’un magasin. Très peu de modifications sont apportées à la taverne lorsque Georges Haché s’en porte acquéreur en 1922. Il a transporté le bâtiment de l’autre côté de la route et l’a transformé quelque peu pour ses besoins.

#### Menuiserie Cormier
L’atelier de menuiserie du Village Historique Acadien représente celle d’Hubert Cormier de Caraquet vers 1875. C’est de son fils Ladislas que le Village Historique Acadien a obtenu l’information pour reconstituer la menuiserie de son père Hubert. Dilas, comme on le nommait, vécut jusqu’à l’âge de 103 ans et est décédé le 5 juin 1981.
Le menuisier fabrique toutes sortes d’objets faits de bois, surtout des portes et des fenêtres. Dans plusieurs villages acadiens, on compte sur au moins un menuisier. Le menuisier, tout comme le charron à l’occasion, peut aussi fabriquer et réparer des charrues, des échelles, des seaux, des cuves, des traîneaux, des meubles et des cercueils. Avec le temps, les menuisiers s’équipent de tours à bois avec pédales dans leur atelier.
On retrouve donc dans cet atelier divers objets servant à la fabrication de portes, de fenêtres et de toutes sortes de pièces de mobilier. On peut y voir différentes scies, égoïnes et godendards. Pour l’entretien des scies, on peut retrouver dans la menuiserie un étau à scie pour l’affûtage et un tourne-à-gauche utilisé pour redresser les dents de la scie.
Le menuisier possède aussi plusieurs rabots et varlopes. Les rabots servent à dégrossir les pièces courtes et à dresser les bouts; les plus grands rabots et varlopes servent à dresser les plus longues pièces de bois. En ce qui concerne les rabots à rainures et à languettes, ils sont utilisés surtout pour faire de la planche embouvetée. On peut aussi voir dans la menuiserie des vilebrequins qui servent à faire des trous dans les pièces de bois, des tarières et bondonnières qui sont utilisées pour percer un trou dans un baril pour recevoir le robinet, des planes, des vastringues, différents outils à mesurer comme des équerres, des niveaux et des trusquins, des règles, des pieds-de-roi et différentes limes et des pierres à aiguiser.

#### Imprimerie
Ce bâtiment est une reproduction de l’atelier d’imprimerie du journal Le Moniteur Acadien de Shediac, vers 1880. Ce journal, le premier publié en Acadie, paraît de juillet 1867 à 1926. Son fondateur, Israël Landry, natif de Saint-Jean, Québec, est un descendant d’Acadiens ayant vécu la Déportation. Il quitte toutefois son poste après seulement quelques mois. Norbert Lussier lui succède en 1868 et en conserve la direction jusqu’en 1871, alors qu’il vend son entreprise à Ferdinand Robidoux, âgé d’à peine 21 ans. C’est d’ailleurs ce dernier qu’on associe surtout au Moniteur Acadien, puisqu’il en assure la publication pendant plus de 45 ans.
C’est alors une publication bien modeste: d’abord hebdomadaire, le journal devient bihebdomadaire en 1886. Il consiste en un feuillet plein format plié en deux, ce qui donne quatre pages. À cette époque, l’impression d’un journal est une opération longue et laborieuse. Une fois montées à la main, les pages un et quatre sont d’abord imprimée – une copie à la fois – sur la grande presse à vis manuel; puis l’opération est reprise avec les pages intérieures (deux et trois). Au total, la production d’un tirage représente 64 heures de travail pour deux pressiers. L’abonnement coûte deux dollars par année, avec des rabais pour des « clubs » de cinq ou dix abonnés. Pour assurer la rentabilité du journal à l’époque, il faut 5 000 abonnés. Or, on ne dépasse jamais les 2 000 au Moniteur Acadien. Trois incendies détruisent les installations de Robidoux, en 1874, 1879 et 1886. Armé d’une détermination à toute épreuve, il persévère dans son entreprise qui, pourtant, ne lui rapporte pratiquement aucun bénéfice. Le journal lui-même est déficitaire; c’est « l’impression de ville », sur presse à Platine (La « Peerless), qui permet de poursuivre les opérations. Robidoux annonce la fermeture temporaire du journal en 1918 pour des raisons de santé. Ses fils tenten de le relancer six ans plus tard, mais au bout de 14 mois, le journal disparaît définitivement.

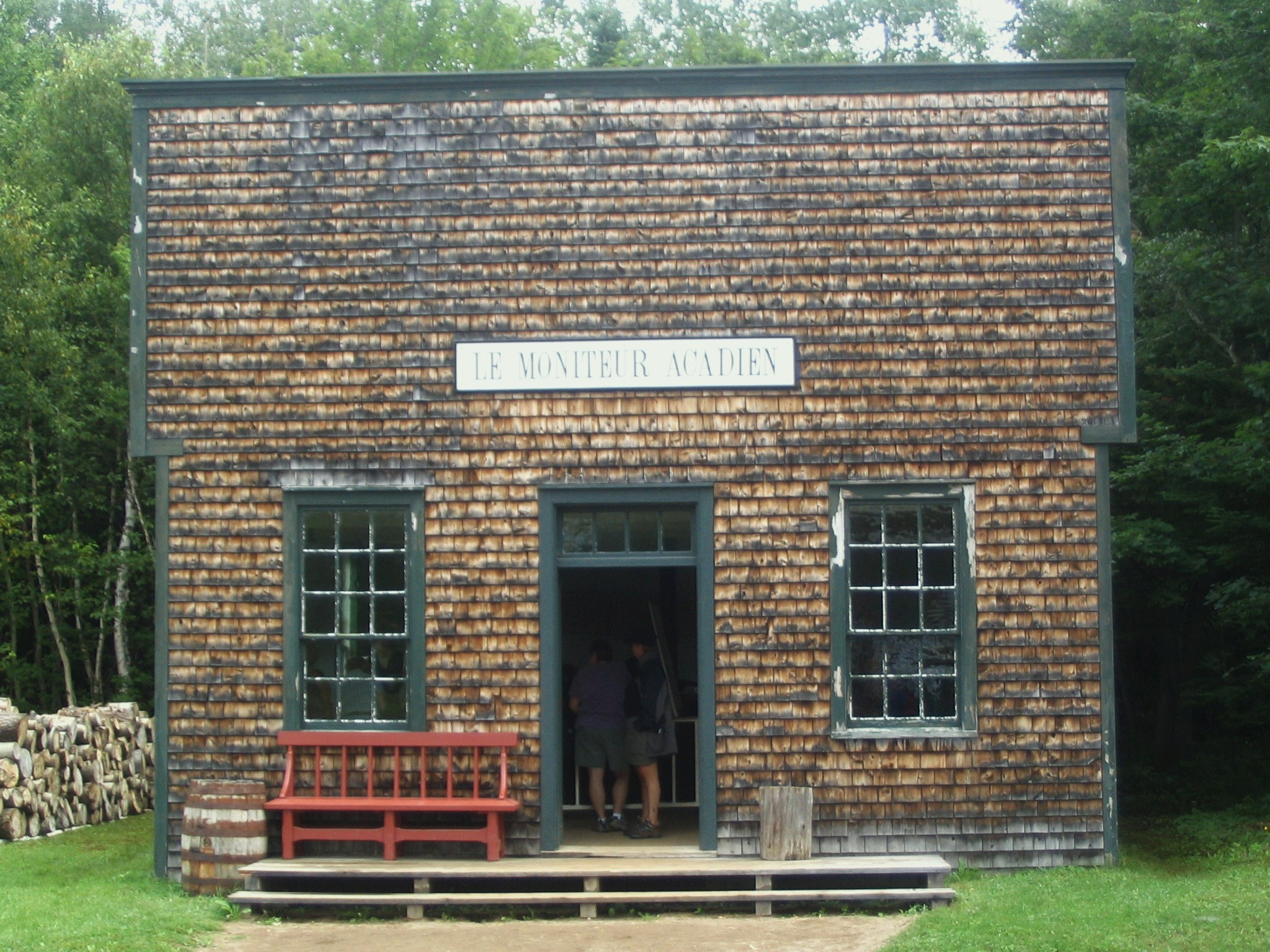
L'imprimerie.
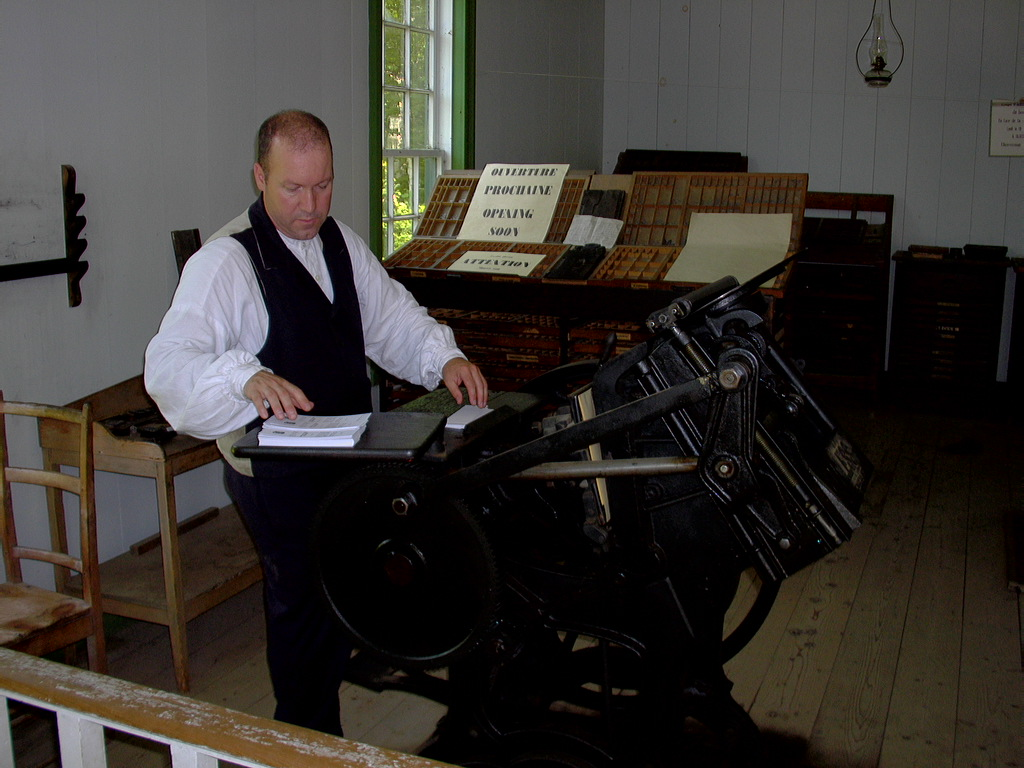
L'imprimeur au travail.

#### Maison Dugas
Germain Dugas, fermier, est celui qui construisit la maison Dugas. Né en 1824, il se marie deux fois et de ses deux mariages, il a 15 enfants. Sa première épouse est Véronique Robichaud et sa deuxième épouse est Marie Paulin. Nous savons qu’au fil des ans Germain logea plusieurs personnes chez lui : sa sœur aveugle Suzanne, une Théotiste Dugas, 8 ans, Florence Dugas, 23 ans, Jude Dugas, 45 ans et aveugle, Olive Cyr, canadienne-française de 19 ans, l’institutrice Ursule Godin, 23 ans et les servants, George Dugas et Lazarine Dugas.
La maison Dugas est construite d’une manière très différente de ce qui se faisait à l’époque. Elle possède une structure en charpente à colombages verticaux qui est remplie de bauge (mélange nommé torchis), c'est-à-dire un mélange de terre glaise et de foin. Ce mode de construction est très ancien et on retrouve ce type de construction en Normandie et dans le nord de la France. Les experts en architecture acadienne ne connaissent pas d’autres habitations de ce type.
À l’origine donc, le torchis était recouvert de mortier blanchi à la chaux. Par la suite, le mortier fut recouvert de planches (clapboards). Il est possible aussi que cette maison fût construite à partir d’un autre bâtiment qui fut détruit. Certaines pièces sont trouées et marquées à divers endroits, tandis que d’autres sont équarries à la hache. Après plusieurs années, une corniche fut ajoutée à la maison, au-dessus de la porte principale.
En ce qui concerne la datation de la maison Dugas, si nous allons par la tradition, Germain aurait construit sa maison avant son mariage avec Véronique, mariage célébré en 1854. Toutefois, une analyse de dendrochronologie préparée en 2007 nous démontre que la maison fut probablement construite vers 1866-1867.
Cette maison fut acquise par le Village Historique Acadien en 1972. Cette année-là, les propriétaires avaient entrepris la démolition de l’édifice; mais lorsqu’ils découvrirent qu’elle était construite en torchis, le Village s’en porta acquéreur. Le Village Historique Acadien a fait de cette maison un restaurant de cuisine traditionnelle acadienne où l’on peut goûter à des mets préparés selon les recettes des anciens Acadiens.

#### Atelier de bardeaux
Les bardeaux étaient utilisés comme revêtement de toit.

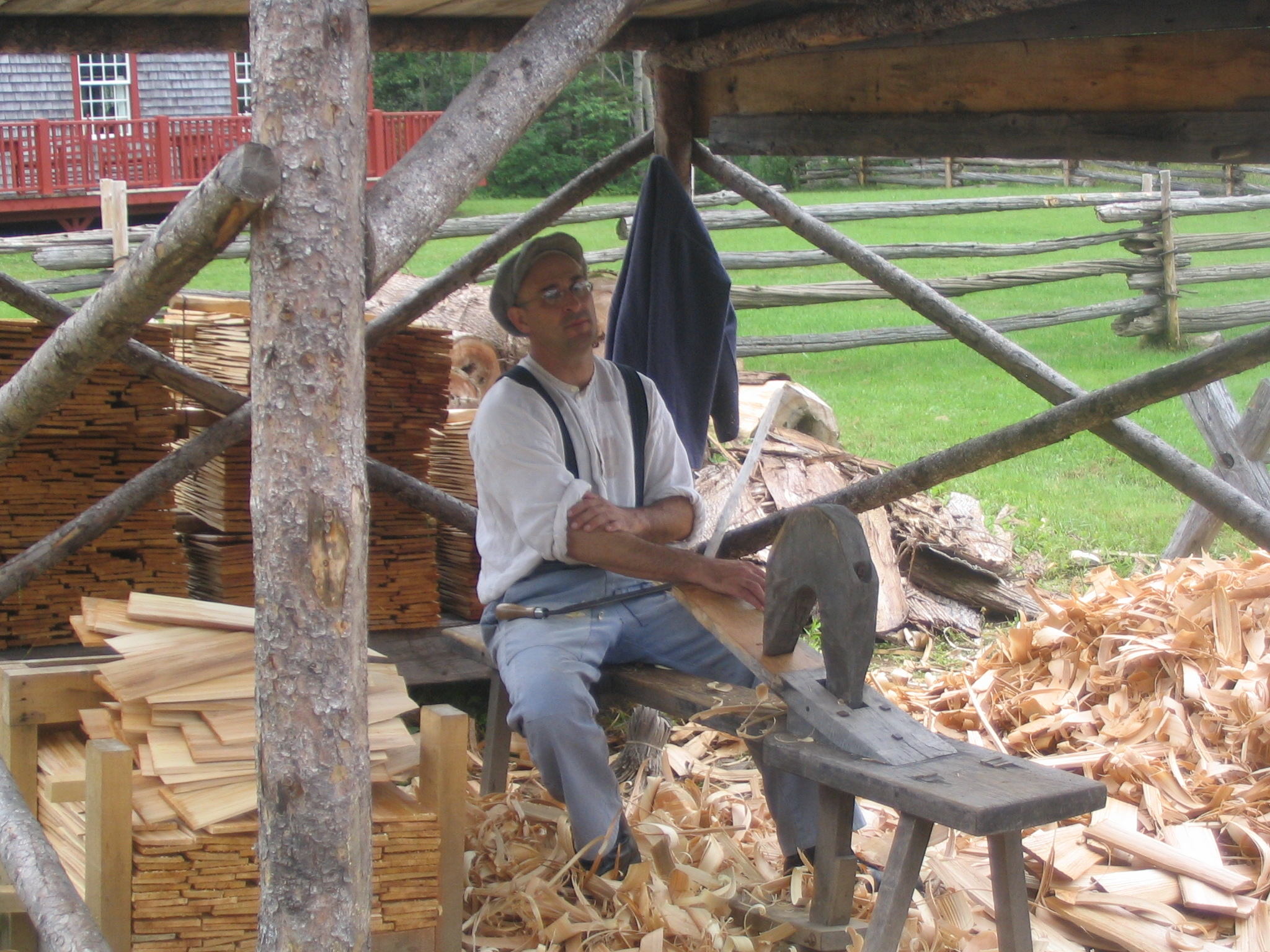
Le fabricant de bardeaux dans son atelier.

#### Forge Léger
Le forgeron est un des plus importants personnages du village, étant un homme à tout faire, pouvant fabriquer ou réparer n’importe quel objet. Le forgeron est si indispensable, qu’il existe très peu de villages qui ne puissent compter sur au moins un de ces artisans du fer, et dans la région de Memramcook vers 1865, on retrouvait cinq boutiques de forge.
En ce qui concerne la boutique, elle n’est pas le plus beau bâtiment du village. En effet, elle a souvent l’aspect d’un hangar négligé. Les forges n’avaient pas nécessairement d’enseigne, mais on peut l’identifier en la regardant et le plus souvent par le bruit. À l’intérieur, où règne un désordre anarchique, la boutique ressemble à un entrepôt inexhaustible.
L’économie du forgeron fluctuait autour d’un cercle saisonnier. Le printemps il faut mettre en état la herse, la charrue pour le cultivateur. Au temps des moissons, les fermiers font réparer des outils agraires brisés lors de la récolte. À l’automne, le forgeron répare les outils de boucherie comme les couteaux et les grattoirs. L’hiver, il répare les traîneaux et les charrettes. De plus, pendant toute l’année, le forgeron doit ferrer les chevaux et parfois les bœufs.  En ce qui concerne le travail de Sylvain Léger, il était reconnu comme le maître dans l’art de « battre une hache. » Il employait une solution spéciale et une technique propre à lui.
Le village Historique Acadien achète l’ancienne forge Sylvain Léger en 1976 et procède par la suite à sa restauration à sa condition originale. La forge représente une forge typique d’un secteur rural du sud-est du Nouveau-Brunswick au début des années 1870.
La forge est entièrement opérationnelle et fournit quelques objets en fer nécessaires sur site.

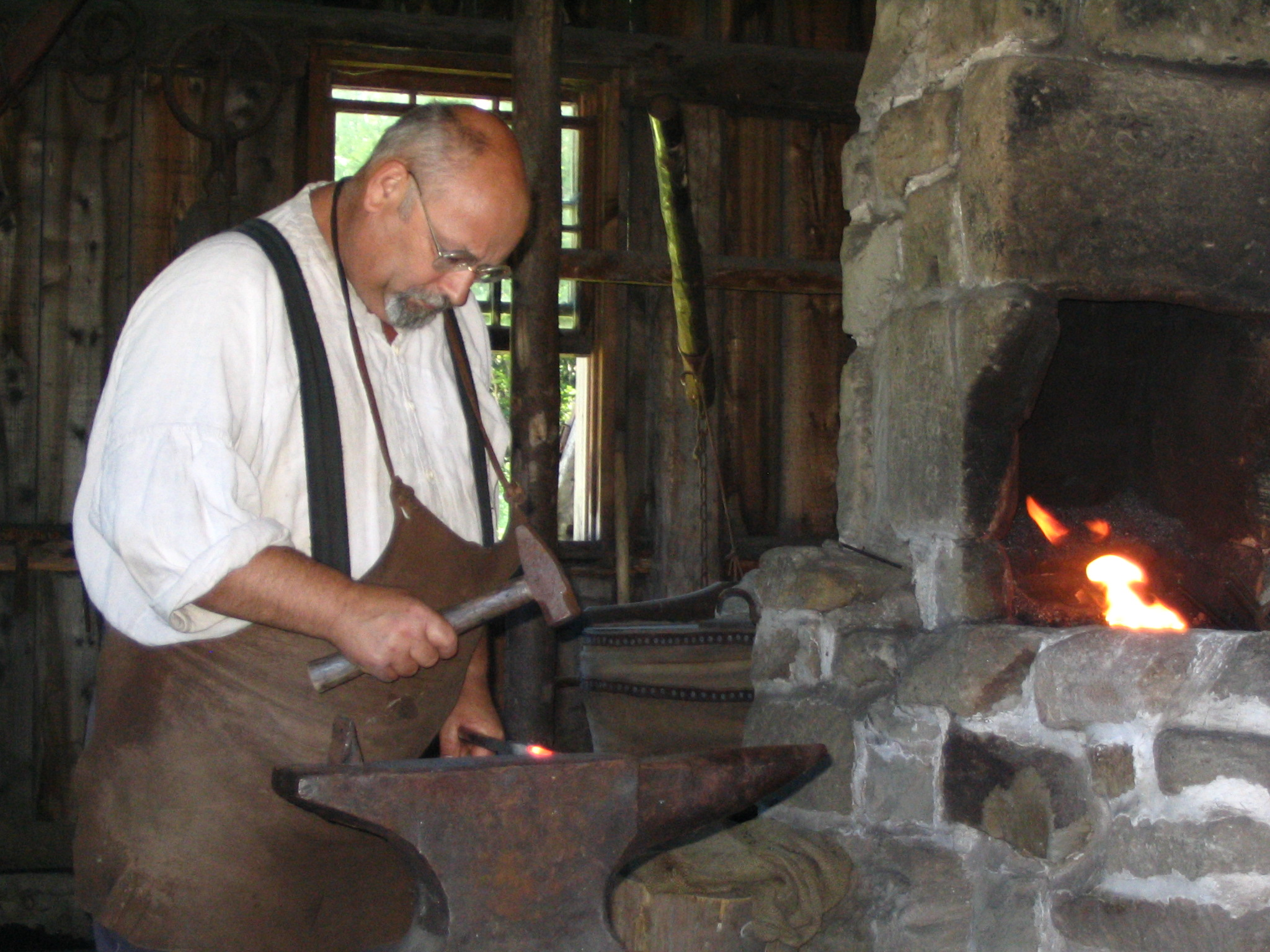
Le forgeron au travail.

#### Maison Léger
Cette maison représente la demeure d’un fermier acadien originaire de Memramcook et habitant dans le village de La Montain. Memramcook fut colonisé par les Acadiens dès la première moitié du XVIIIe siècle. Après le Grand Dérangement, les Acadiens continuèrent à habiter dans la région si bien qu’en 1781, Mgr Briand, évêque de Québec, érige canoniquement la paroisse de Memramcook.
Memramcook devient donc une région fertile et prospère durant le XIXe siècle et ceci grâce à son agriculture. Comme dans d’autres régions acadiennes, les fermiers utilisent les marais et construisent des aboiteaux sur les rivières Memramcook et Petitcodiac. On peut aussi compter sur plusieurs artisans dans différents métiers et sur de nombreux moulins à bois entre 1830 et 1900.
La famille Léger, en la personne de Gabriel, construit en 1836 cette demeure située non loin de la chapelle construite vers 1780 et détruite par le feu à La Montain. Gabriel Léger aurait construit sa maison sur un terrain appartenant à son père qu’il acquiert en 1838. Par ailleurs, son père Charles, qui a résidé une bonne partie de sa vie à Bouctouche, serait revenu terminer ses jours chez son fils le 5 avril, mais il décéda le 7 avril, deux jours après son arrivée.
À la mort de Gabriel en 1880, son fils aîné Alphée hérite de la maison. Alphée épouse Adélaïde LeBlanc en 1864 et le couple n’a que des filles. L’une d’elles, Marie-Angèle, hérite du bien de son père et c’est ainsi que la maison passe des Léger aux LeBlanc. Marie-Angèle avait épousé Hyppolite LeBlanc en 1890. La dernière famille à demeurer dans cette maison est celle d’Antoine LeBlanc, fils d’Hyppolite et de Marie-Angèle Léger.

#### Maison Blackhall
La maison Blackhall était située à Caraquet. Elle a joué un certain rôle dans l'affaire Louis Mailloux. En effet, le 15 janvier 1875, après une réunion sabotée visant à former un conseil scolaire, des habitants de Caraquet s'attroupent devant la maison de James C.G. Blackhall (1827-1910), lui demandant les clés de l'école pour organiser une nouvelle réunion. Après l'arrivée d'autres personnes sous l'effet de l'alcool, sa maison est saccagée et on exige maintenant sa démission, ce qu'il fait.

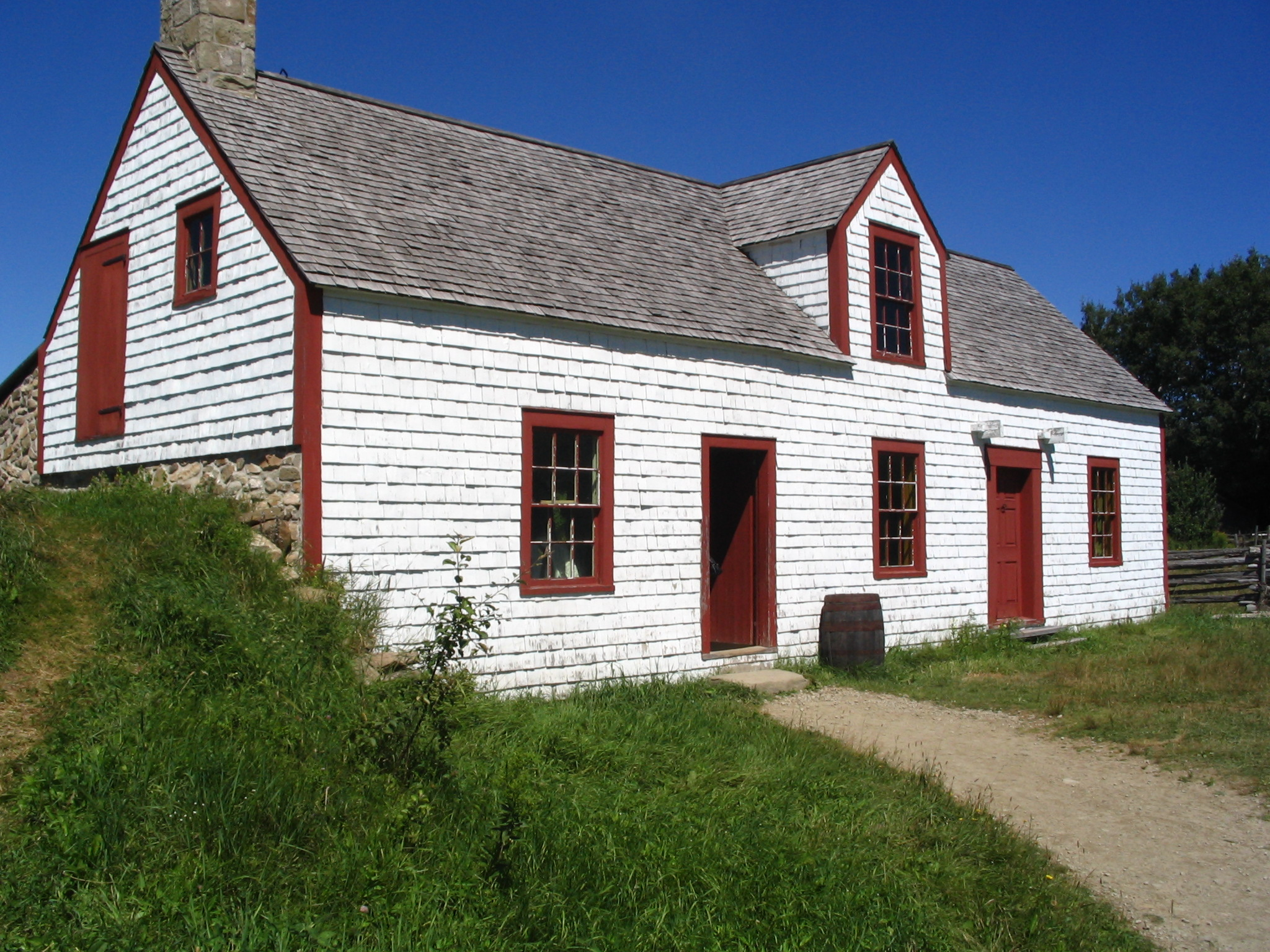
La maison Blackhall.

#### Maison Thériault
Joseph Thériault, né en 1824, fermier et pêcheur, est le fils de Joachim et Claire Gauvin. Étant l’aîné des garçons, il lui est difficile d’avoir en héritage le patrimoine familial. En 1845, il épouse Phoébée Boudreau et s’établit à Thériault Office; expansion normale au sud des terres accordées à son grand-père et aux autres fondateurs de Haut-Caraquet en 1787. Joseph Thériault et Phoebe Boudreau eurent neuf enfants. À la suite du décès de Phoebe, Joseph épouse en secondes noces Rachel Landry en 1861. Avec Rachel Landry, il n’y eut aucun enfant.
Selon la tradition orale, Joseph construit sa première maison tout près de la croisée des chemins actuels. Ce n’est que plus tard qu’il aurait construit la maison qui est présentement au Village Historique Acadien vers 1860.
Toujours est-il que Joseph Thériault reçut un titre de terre totalisait 100 acres le 1er octobre 1857. Il est tout à fait raisonnable de penser que c’est après avoir reçu cette terre que Joseph entreprend de construire la maison, d’autant plus qu’il se remarie avec Rachel Landry en 1861. Fondateur ou non de Thériault Office, Joseph Thériault et sa famille donnèrent tout de même leur nom à ce petit village.
Philias, fils de Joseph, est l’héritier du patrimoine familial. Il habite avec son père, puis, à la suite du décès de ce dernier, il devient le véritable propriétaire. Philias s’est marié en 1881 à Lucille Chenard, de Caraquet. De ce mariage naquirent dix enfants. Dans son testament daté du 15 mars 1946, huit ans avant son décès survenu en 1952, Philias lègue sa propriété à sa fille Lauza. Lauza habite cette maison avec son mari Fidèle Landry jusqu’en 1977, et en 1981 le Village Historique Acadien en fait l’achat.
Lorsque le Village Historique Acadien se porte acquéreur de la demeure, il n’achète que la partie construite en 1860. La seconde partie reste sur place. La maison Thériault est interprétée en 1890, soit 30 ans après la construction de la première section. On remarque donc que la maison possède deux parties, soit l’originale de 1860 et la cuisine d’été ajoutée quelques années plus tard. Le mobilier que l’on retrouve dans les pièces n’est plus de fabrication domestique, mais un mélange de cette dernière et de fabrication industrielle. À la fin du XIXe siècle, les meubles fabriqués industriellement font lentement disparaître le mobilier acadien.

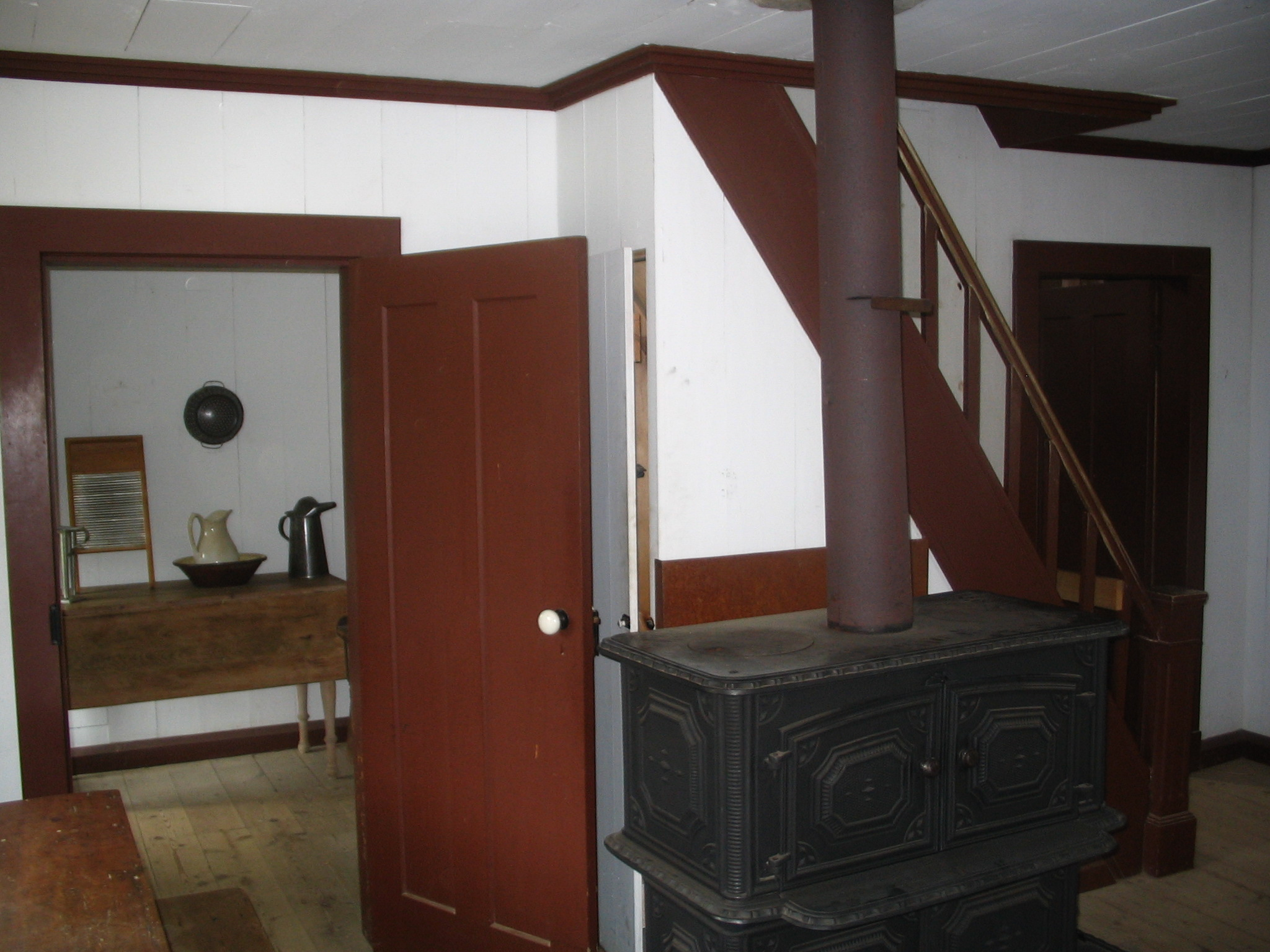
L'intérieur de la maison Thériault

#### Moulin à farine Riordon
La famille Riordon est originaire de Kinsale dans le comté de Cork en Irlande. John Riordon arrive à Pokeshaw en 1830 rejoindre son frère Patrick. En 1852, John vend une partie de ses terres à un certain William Boultonhouse qui fait construire un moulin à scie. Vendu plus tard à Richard Dempsey, ce dernier épouse une des filles Riordon, mais ce mariage est très mal vu, car lui est de religion protestante et elle catholique. C’est à la suite de cet événement que les Riordon prennent possession du moulin.
Victime des flammes en 1888, le moulin est reconstruit avec entre autres les encouragements du révérend Romain Doucet de la paroisse de Grande-Anse. Lorsque le moulin est terminé, il comprend un moulin à scie, un moulin à farine et à carder la laine, le tout fonctionnant à partir d’énergie hydraulique. Toutefois, lors de la reconstruction, un différend entre Thomas Riordon et la compagnie survint et monsieur Riordon refusa de payer pour les erreurs de la compagnie. En 1914, lorsque les rouleaux pour broyer les grains demandèrent des réparations, la même compagnie envoya la facture non payée des années 1890 et Thomas refusa d’aller chercher ses rouleaux et de payer la facture. Le moulin à farine ferma donc ses portes définitivement.

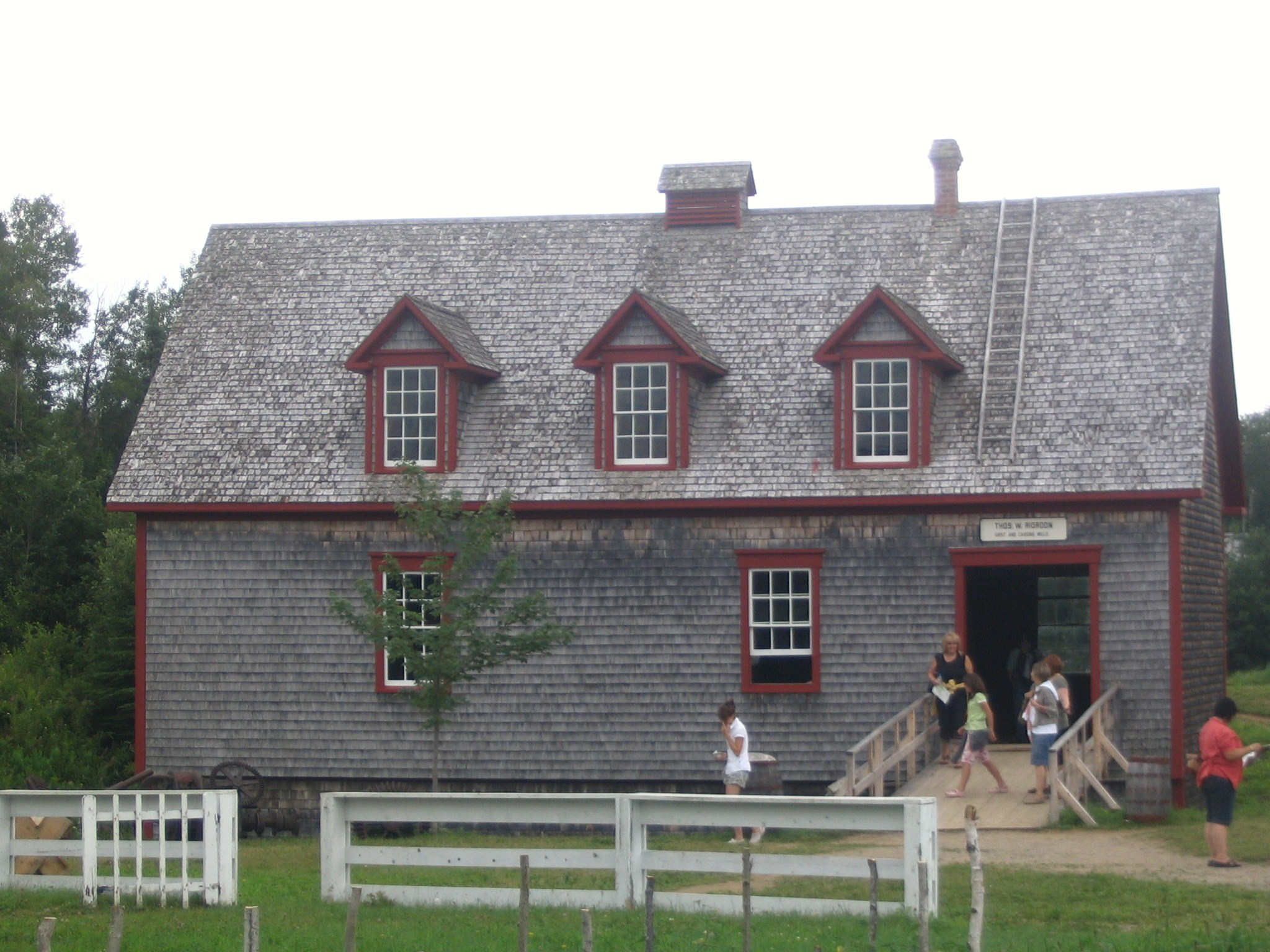
Le moulin Riordon.

#### École
De 1800 à 1850, il ne fait pas de doute que l’éducation n’occupe pas la première place dans les préoccupations des Acadiens et des Acadiennes. L’absence d’infrastructures et d’un personnel enseignant bien formé ne favorise pas la valorisation de l’enseignement. Pour la plupart des familles acadiennes, la survie passe par d’autres avenues. Chez les jeunes garçons, par exemple, plusieurs s’embarquent à bord des goélettes de pêche dès l’âge de 12 ans. D’autres choisissent la hache et, à 14 ans, plusieurs partent dans les chantiers tenter leur fortune comme bûcherons. Finalement, d’autres participent au travail de la ferme. Quant aux filles, elles se chargent d’une partie des tâches de leur mère. Par la force des choses, pour beaucoup de jeunes Acadiens et Acadiennes, l’école est d’abord une occupation à temps partiel lors des temps de l’année où leurs services ne sont pas requis. C’est ce qui explique que les enseignants doivent composer avec une présence irrégulière des élèves au cours d’une année.
Pourtant, dès le début des années 1800, les autorités provinciales s’efforcent de valoriser l’éducation et de convaincre les parents de son importance. Mais les moyens matériels sont déficients, les manuels presque introuvable, sans compter que la plupart sont en anglais. Qui plus est, les maîtres francophones compétents sont une denrée rare, puisque la formation en enseignement n’est offerte qu’en anglais et ne débute qu’après 1850 au Nouveau-Brunswick. Les régions acadiennes de la province doivent compter sur des maîtres ambulants. Tous ces facteurs expliquent que l’éducation est réservée à l’élite anglophone, dont les membres ont accès aux postes administratifs. Toutefois, c’est dans ces petites écoles modestes et en proie à des conditions très difficiles que plusieurs futurs pionniers de l’élite acadienne font leurs premiers apprentissages. Les Pascal Poirier, Placide Gaudet, Amand Landry, Marcel-François Richard et autres ne reçoivent pas d’autre enseignement à l’élémentaire que celui qui est donné dans ces petites écoles souvent mal entretenues, avec des maîtres sans formation.
La charpente de cette école, qui est de Chockpish, près de Richiboucto, est à colombages verticaux. L’extérieur est recouvert de bardeaux de cèdre, les murs intérieurs sont enduits de plâtre, avec un lambris de trois pieds de hauteur en planches de pin. Une petite estrade d’une vingtaine de centimètres du maître ou de la maîtresse. Une plaque peinte sur le mur, au noir de fumée, fait office de tableau. Un petit poêle de type « box » constitue le système de chauffage.

#### Chapelle

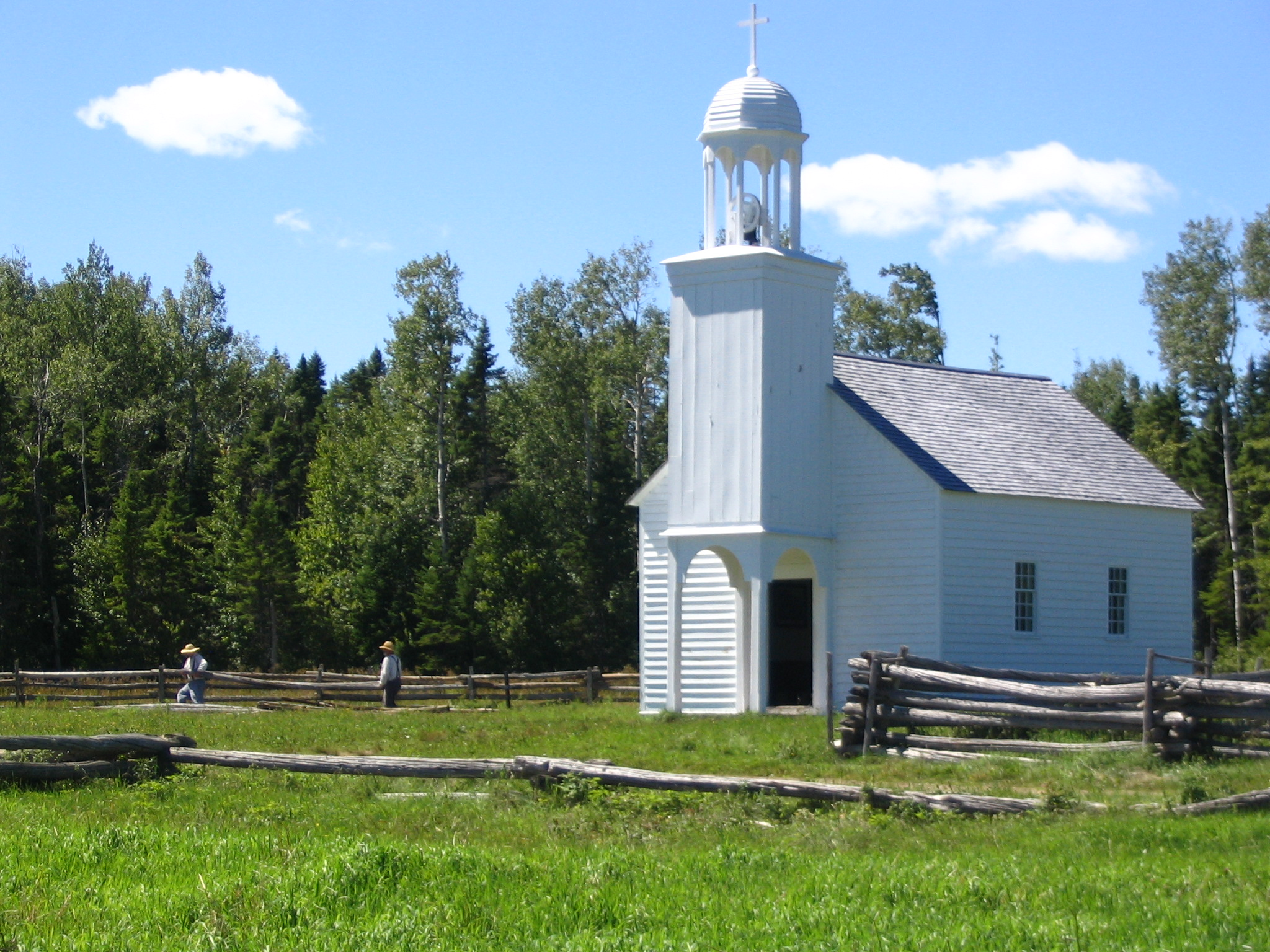
La chapelle.

#### Ferme Babineau
La ferme Babineau représente une ferme acadienne typique du milieu du XIXe siècle dans le comté de Kent au Nouveau-Brunswick. Cette maison était située dans un petit village nommé Bedec, près de Richibouctou-Village. L’ancêtre de cette famille acadienne est Nicolas Babineau dit Deslauriers, arrivé en Acadie en 1671.
Les visiteurs peuvent voir une maison dont le mobilier reflète l’ameublement des années 1850. Elle cadre dans une époque de transition dans le mobilier acadien, soit de 1825 à 1875. Les pièces de mobilier connaissent une amélioration. Tout en conservant leurs fonctions utilitaires, les pièces sont un peu plus décoratives et fabriquées avec soin.
On peut voir dans la maison Babineau une huche à pain de fabrication domestique de la première moitié du XIXe siècle, un lave-main avec un porte-serviette orné d’une moulure très simple, une petite commode à deux vantaux et un tiroir, une chaise berçante et des chaises tressées, un petit poêle en fonte des forges Saint-Maurice de Trois-Rivières, un coffre, un berceau, trois lits à cordages, un foyer (maçonne) et enfin un banc-lit. La vaste majorité du mobilier de la maison Babineau est fabriqué avec du pin.
En ce qui concerne le banc-lit ou banc de quêteux il est commun dans plusieurs régions acadiennes tout comme dans les régions québécoises. On dit des bancs de quêteux qu’ils servent de lit au passage d’un mendiant qui se cherche en endroit où dormir. On peut aussi faire coucher jusqu’à quatre jeunes enfants dans ces bancs-lits.
Il s’agit donc d’une ferme avec une maison, une grange et quelques autres bâtiments secondaires, tels une remise et un poulailler. On retrouve différents animaux comme des moutons, des vaches et bien sûr des poules. On peut aussi voir différents outils agricoles de l’époque.
En ce qui concerne la famille de Jean Babineau, son bâtisseur né au début du XIXe siècle, étant donné que la maison est interprétée en 1855, son épouse Marie Daigle avait déjà mis au monde tous ses dix enfants. Par contre, on sait que l’héritier du bien familial est Luc, décédé en 1901, puis son frère Jean.

### LeXXesiècle(1900-1949)

#### Moulin Goguen
L’histoire du moulin Goguen commence avec son premier propriétaire, Éric Goguen. Né en 1914, Éric se retrouve sur le marché du travail assez jeune et sera un touche-à-tout : bûcheron, pêcheur de homard, « peddleux » (vendeur itinérant) de produits de la ferme, camionneur de bois de pulpe et enfin propriétaire d’une scierie.
C’est dans les années 1930 qu’Éric commence à travailler dans l’industrie forestière. Il est employé notamment dans les chantiers forestiers, puis il est à l’emploi de la compagnie Irving.
En 1945, il fait l’acquisition d’un moulin mobile qu’il peut transporter dans son camion. Éric se rend, de cette façon, partout dans le sud-est de la province pour couper du bois. Il profite de ces voyages pour acheter des lots boisés afin de faire la coupe d’arbres et obtient des droits de coupe sur des lots de particuliers.
C’est en 1949 qu’Éric décide de construire sa propre scierie sur l’emplacement actuel à Cocagne. Ayant acquis une bonne expérience et réalisé des profits avec son moulin mobile, il peut utiliser ses connaissances dans cette profession. Ce n’est toutefois qu’au début des années 1960 que son entreprise prend de l’ampleur. C’est à cette époque qu’Éric embauche un scieur professionnel, dans la personne de Willie Boucher.
L’équipement que l’on retrouve au Village Historique Acadien a été acheté par Éric Goguen en 1945 d’un particulier de Shemogue. Le moteur de la scierie des années 1940, de marque International, avait une puissance de 125 chevaux-vapeur et fonctionnait au carburant diesel.
Enfin, la firme d’Éric est devenue une entreprise familiale, car ses fils sont une partie intégrante de la compagnie.
En ce qui concerne le bâtiment qui est au Village Historique Acadien, il fut construit en 2008 et ouvert officiellement au public lors de la foire agricole de la même année. Il représente une scierie avec scie circulaire typique des années 1930-1940 en Acadie du Nouveau-Brunswick.

#### Complexe du tonnelier Thomas

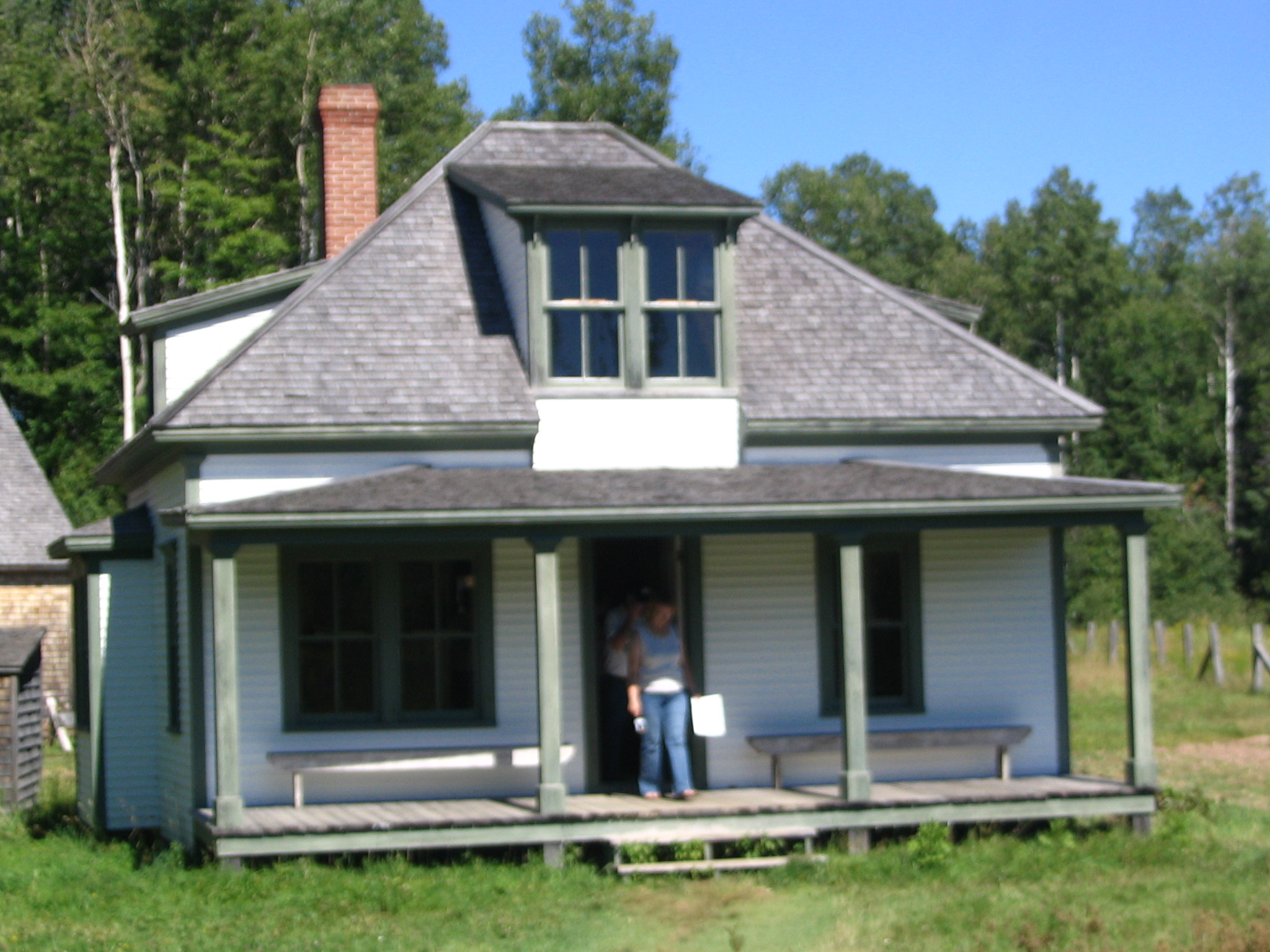
La maison Thomas.
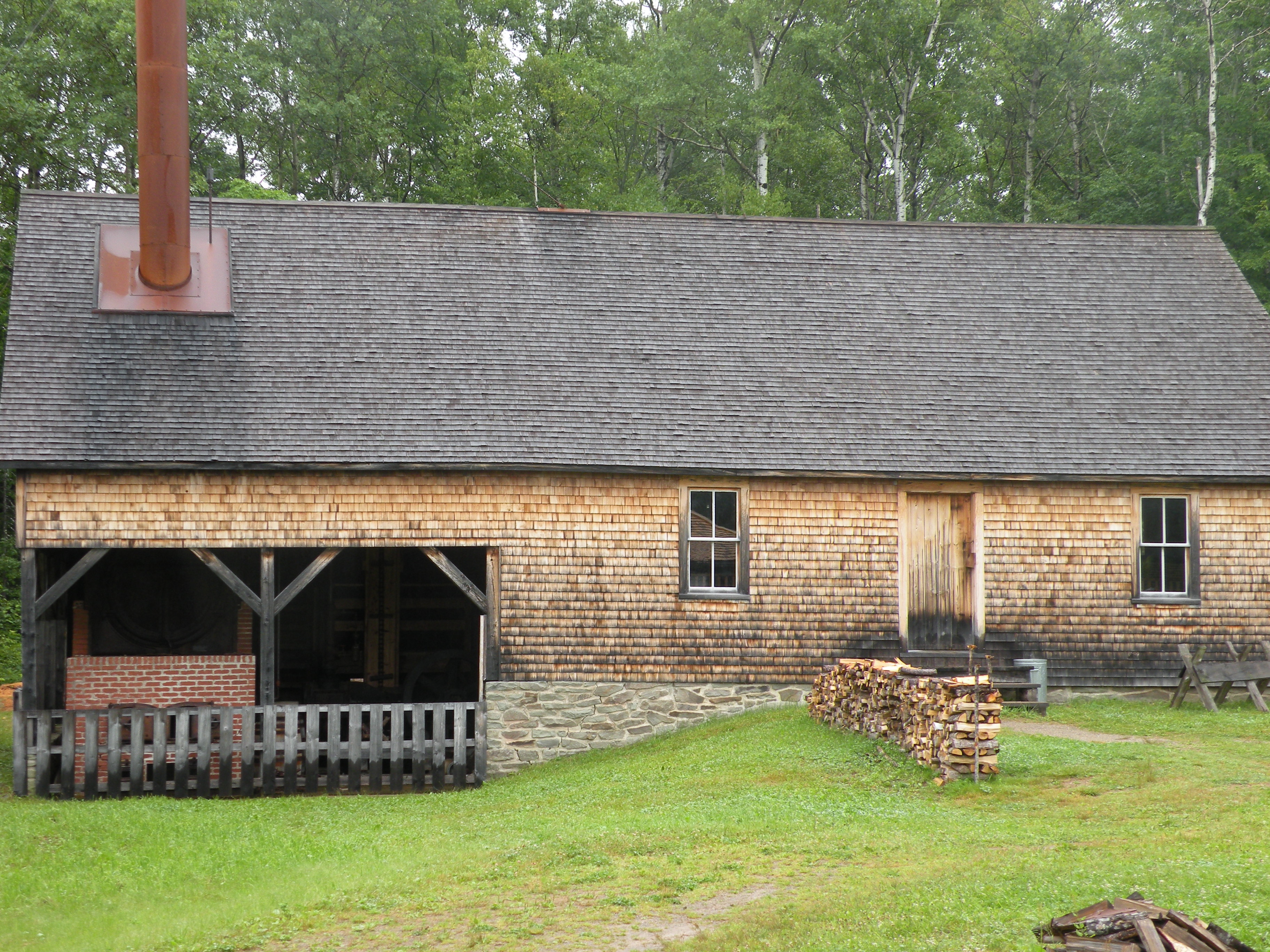
Le bâtiment principal de la tonnellerie.
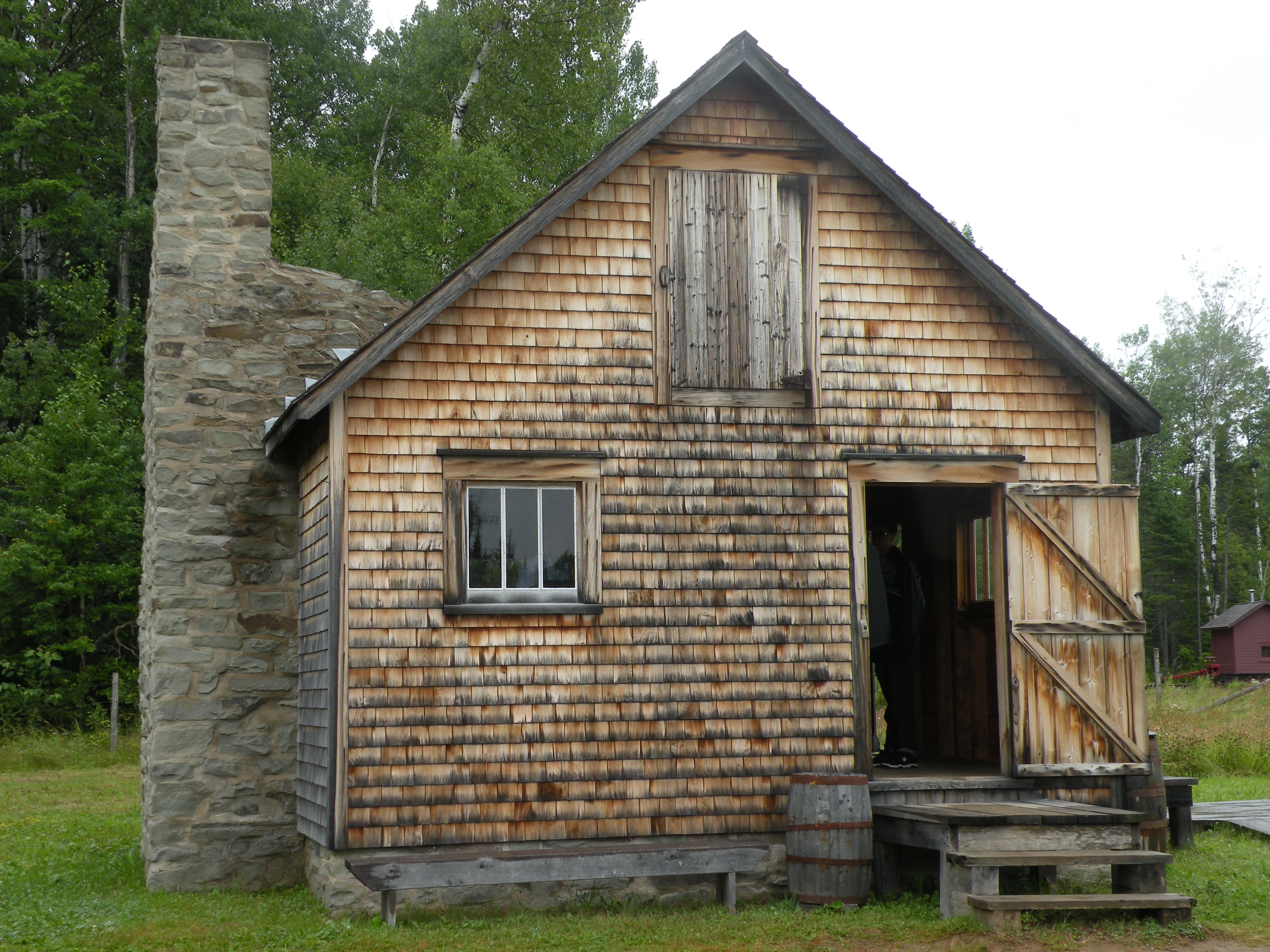
Le bâtiment secondaire de la tonnellerie Thomas.

#### Station-service Irving
Cette station-service Irving originale provenant de Sackville au Nouveau-Brunswick fut acquise par le Village Historique Acadien en 2005 et restaurée à sa condition initiale.
La popularité de l’automobile va se répandre assez rapidement dans les années 1920 et 1930. Forcément, il faut créer un nouveau bâtiment, soit la station-service. Celle-ci est devenue une icône culturelle du paysage rural et urbain du Canada. Ainsi, la firme Irving voulait que ses stations-service aient une architecture distinctive. La tourelle typique des stations-service conçue par Sam Roy leur confère un cachet qui serait peut-être unique au Canada.
Kenneth Colin (K.C.) Irving (1899-1992) est né à Bouctouche (Nouveau-Brunswick). En 1924, il est déjà propriétaire de sa première station-service à Bouctouche. L’année suivante, il s’établit à Saint-Jean et en 1931, il y fait ériger un édifice, le Golden Ball, qui devient son quartier général.
La compagnie Irving Oil, fondée en 1927, vend de l’essence dans une centaine de garages dans l’ensemble de l’Atlantique. Dès 1936, la firme Irving compte pour un des plus importants distributeurs de la compagnie Ford aux Maritimes. En cette même année, la firme avait consolidé six compagnies d’autobus, la S.M.T. System, devenant ainsi le plus important réseau d’autobus des Maritimes.
En 1924, Irving créa sa propre essence et lui donna le nom de Primrose. En 1936, il établit une station-service à Sackville et Sam Roy en fut l’architecte.
Pendant les années 1935 et 1950, il ne fait nul doute que Samuel Sam Roy, (Sam King) (1895-1978), est un des architectes acadiens les plus en vue. Sam Roy est né à Sainte-Marie de Kent et a fait ses études en architecture à Boston. En 1930, la firme Irving emploie Sam Roy pour la construction d’une station-service à Halifax. Celle-ci pourrait bien être la première avec sa tourelle caractéristique. En 1936, il est responsable de la station-service de Sackville.
Les travaux de construction de la station-service Irving, à l’angle de la rue Main et de l’avenue Allison, ont débuté en octobre 1936. Le 19 novembre suivant, les premiers opérateurs, Paul et Reynold Blakney, en prennent la direction.
La station-service fut officiellement ouverte au public lors d'un événement spécial, le 16 septembre 2007.  Pour l'occasion, des représentants de la province du Nouveau-Brunswick, de la compagnie Irving Oil Ltd, ainsi que du Village Historique Acadien étaient présents.

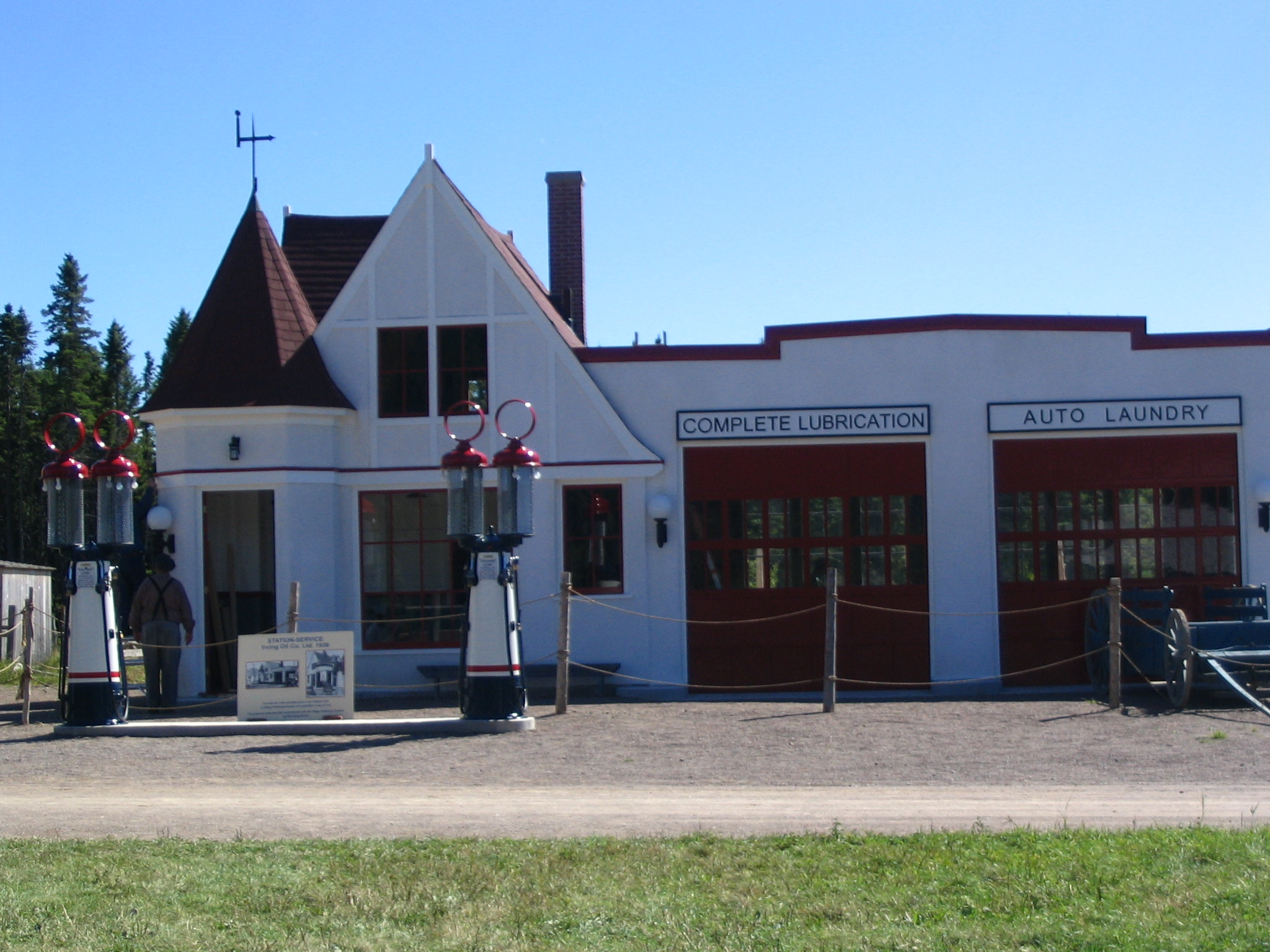
La station-service Irving.
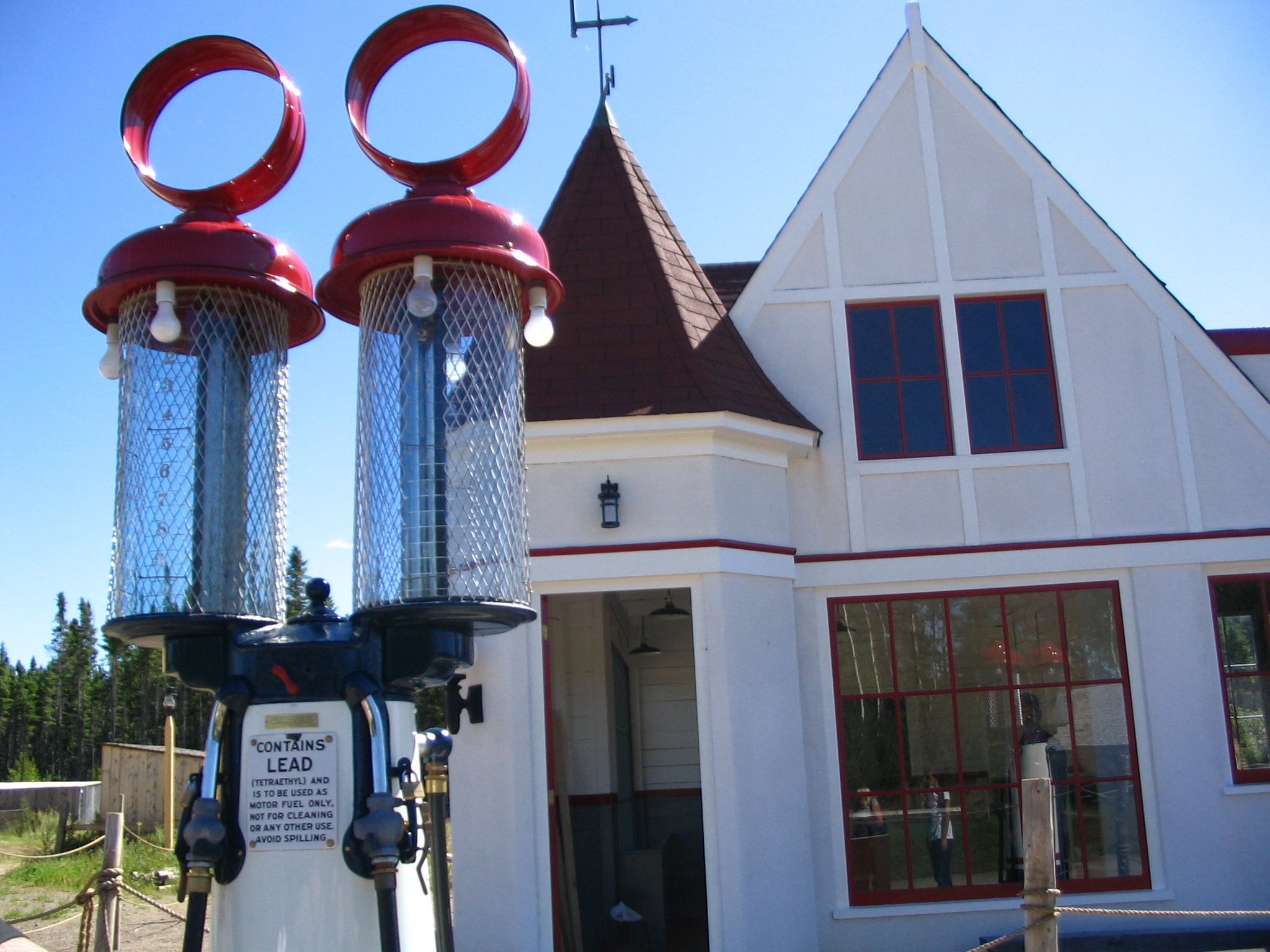
Les pompes à essence.

#### Château Albert

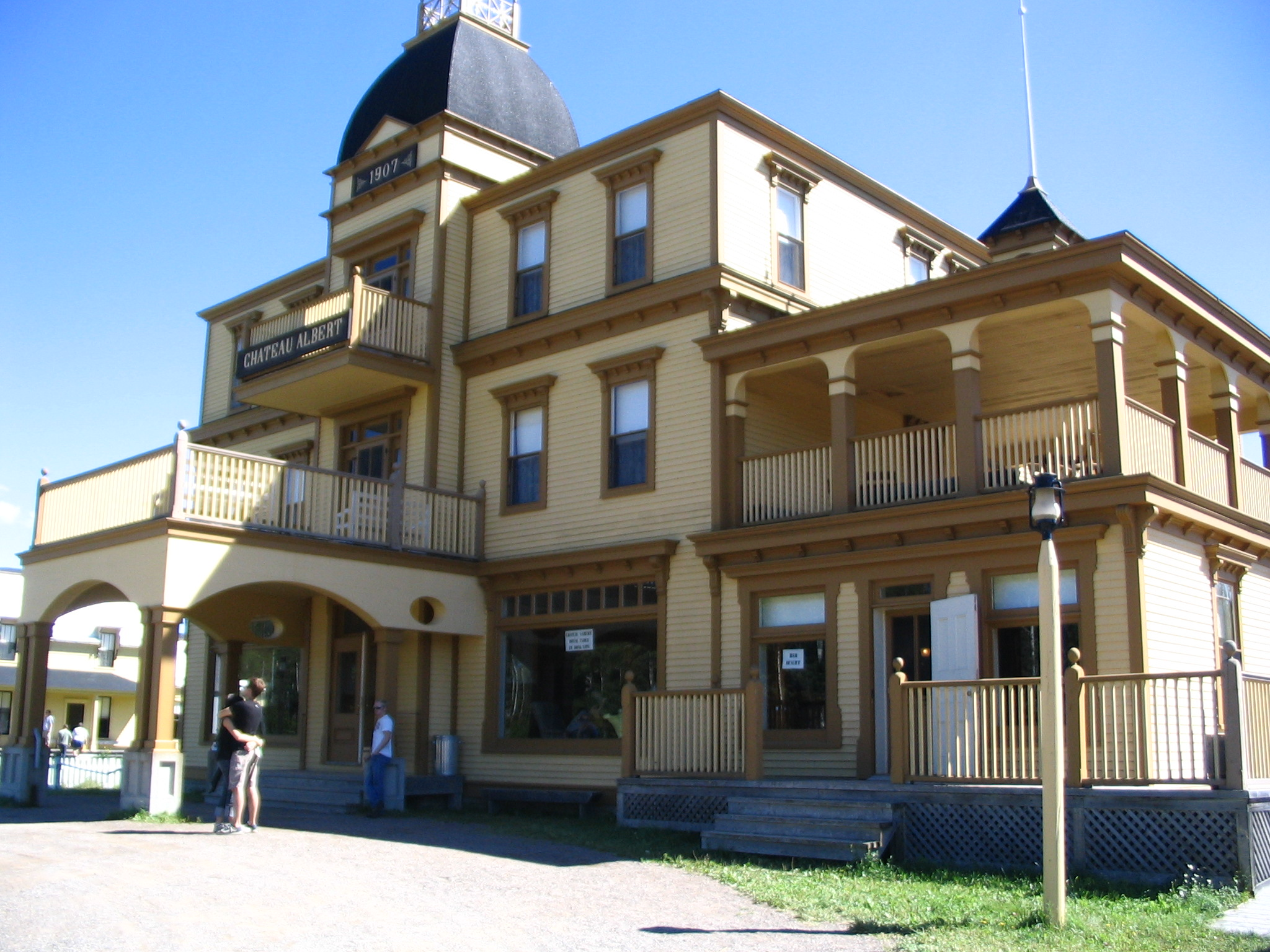
Le Château Albert.
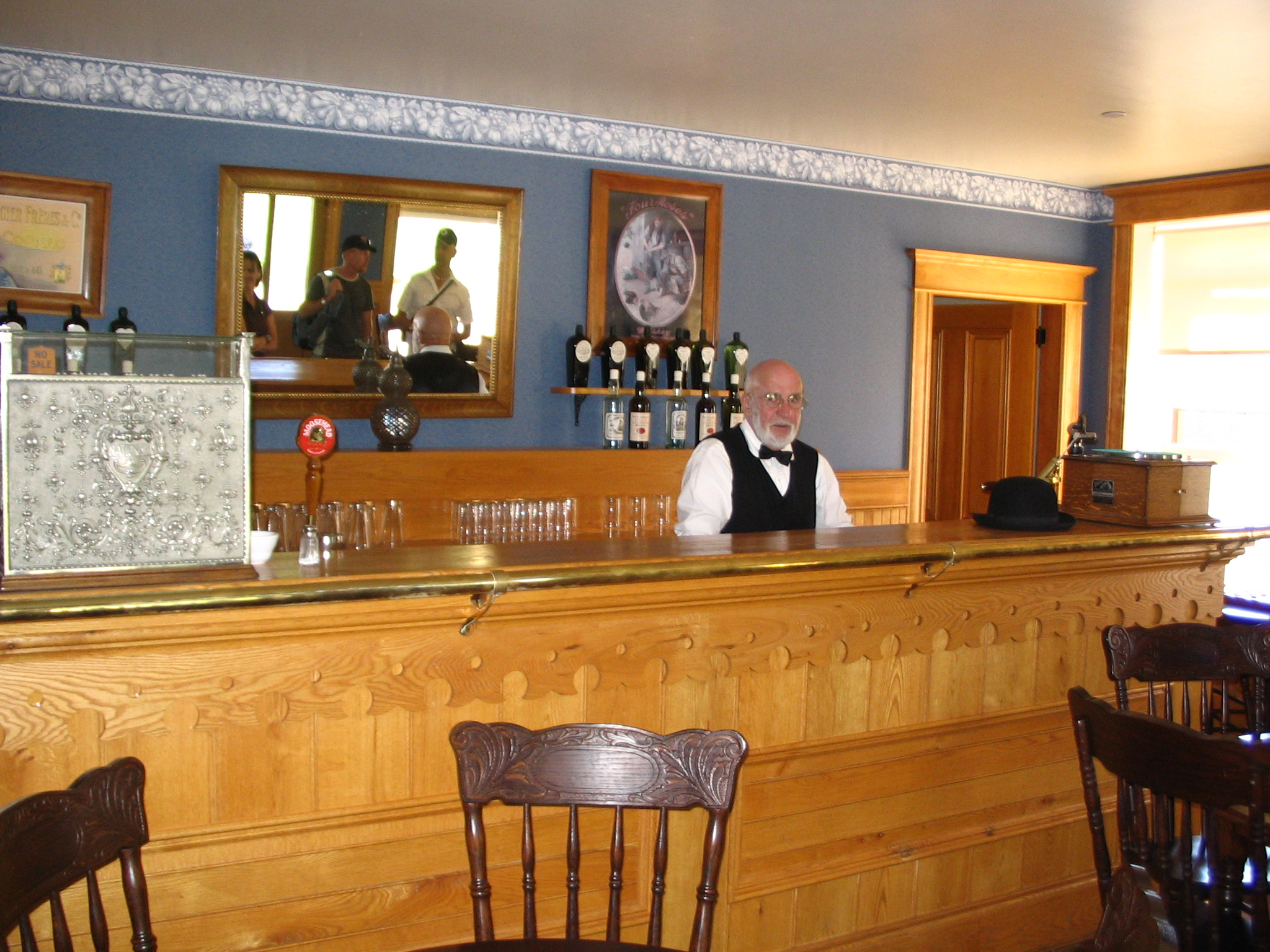
Le bar.
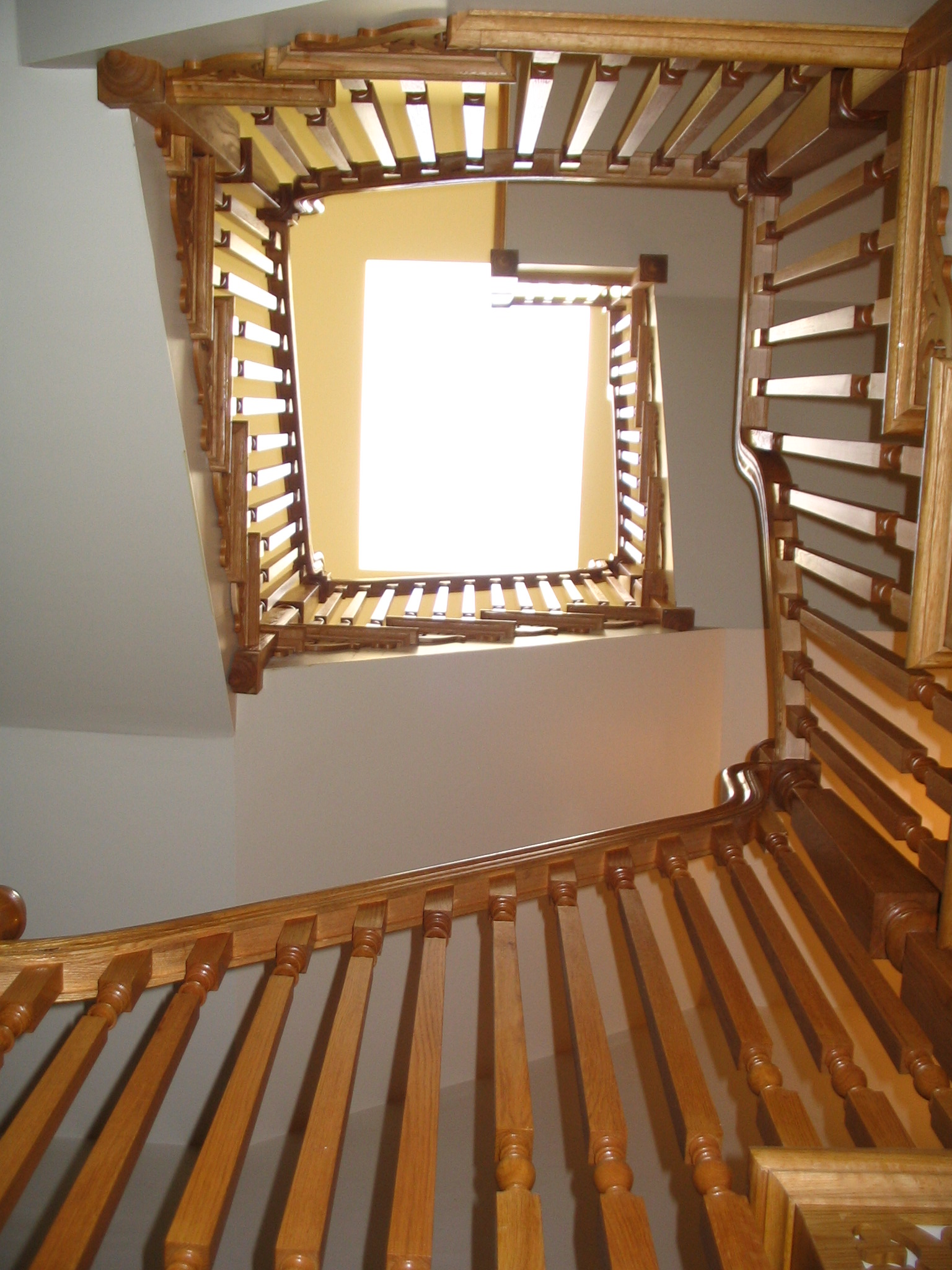
L'escalier.

#### Magasin général Thériault
Le magasin général Thériault est construit à Trudel en 1903 par Dominique Thériault. Le commerce est pris en mains par son fils Nicolas en 1909, qui y a joute un entrepôt en 1914 ainsi qu'une pompe à essence et un hangar à huile en 1917. Le magasin est rénové en 1924 alors que des panneaux sont ajoutés pour donner une forme carrée à la façade, que de larges vitrines sont installées et qu'une nouvelle entrée est construite; les panneaux sont enlevés l'année suivante car ils font vibrer l'édifice lors de grands vents. L'édifice au VHA est interprété tel qu'il était juste après les rénovations de 1924; le magasin original est toujours en place, occupé par des logements,.

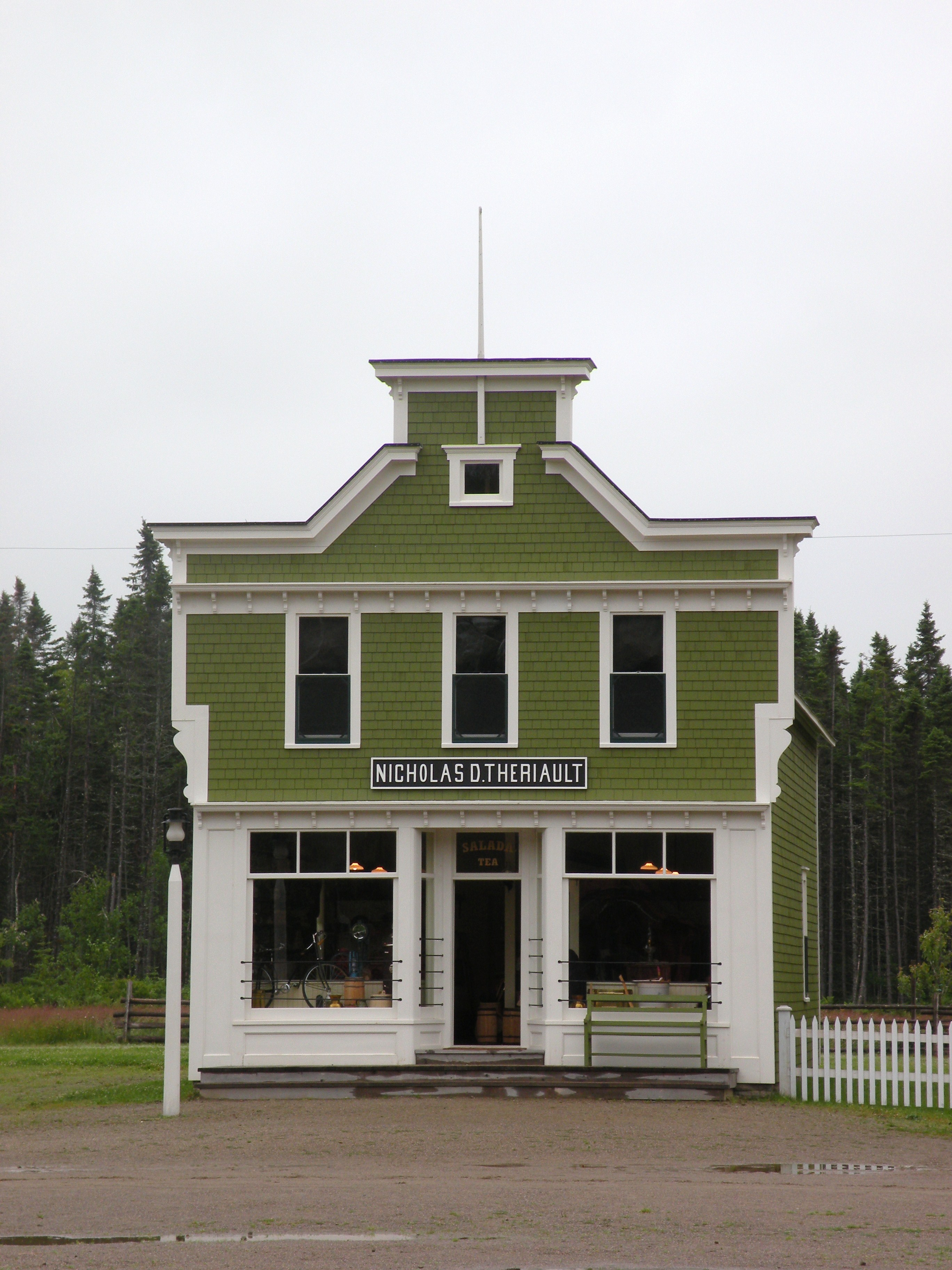
Le magasin général Thériault.
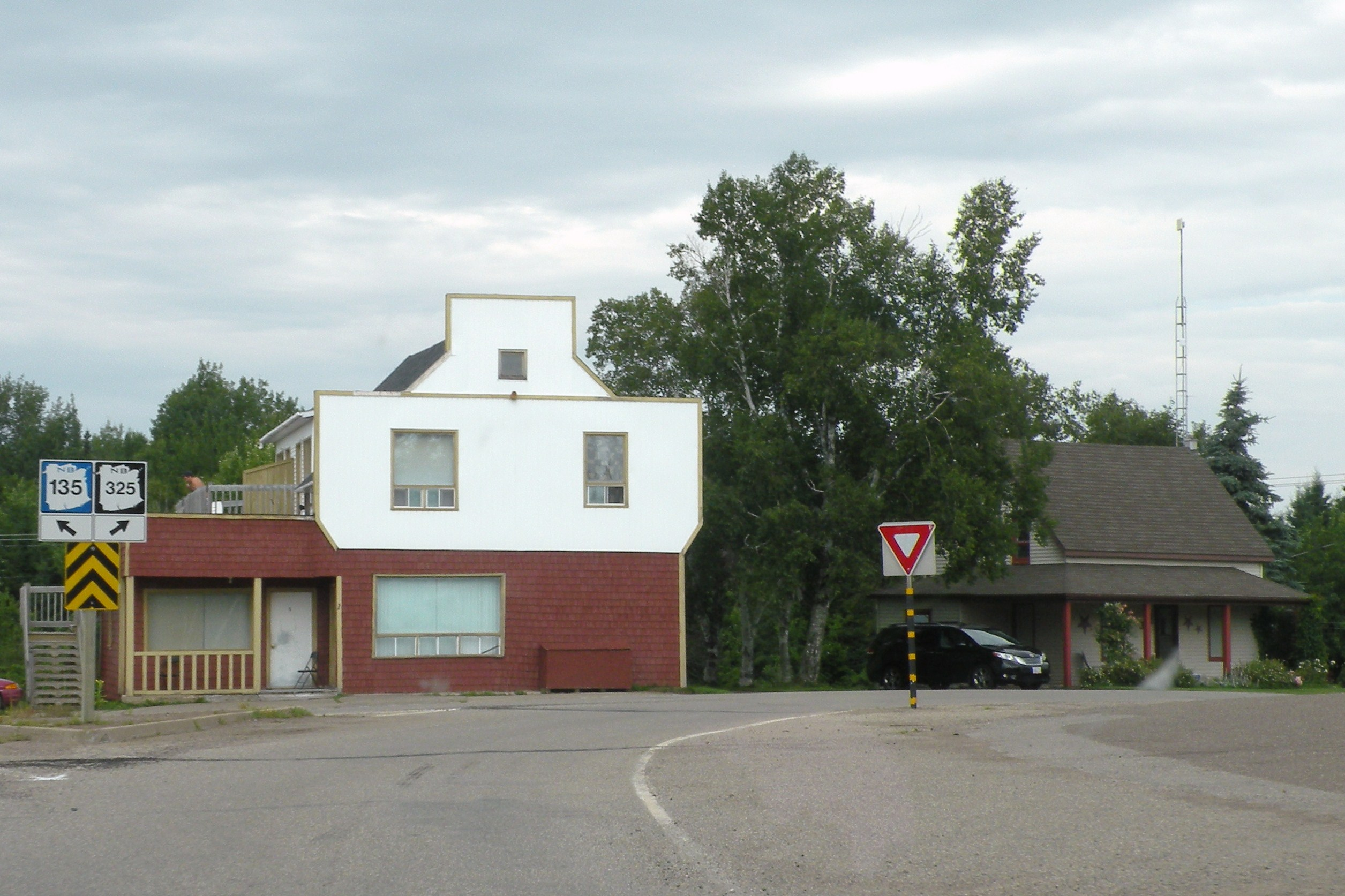
Le magasin original en 2011, à Trudel.

#### Maison Onésiphore Turgeon
Né en 1849 à Lévis au Québec, Onésiphore Turgeon vient d’abord au Nouveau-Brunswick à titre d’étudiant cherchant un climat favorable à sa santé délicate. Il arrête finalement son choix sur Petit-Rocher et épouse une irlandaise, Margaret Eulalia Baldwin, qui lui donne cinq enfants. Margaret meurt en 1896, à l’âge de 46 ans et Turgeon se remarie en 1905, avec Mary Loretta Meahan.
C’est d’abord l’éducation qui suscite l’intérêt de Turgeon. À l’époque, la loi scolaire de 1871, établissant l’école publique non confessionnelle, est d’actualité. Turgeon demeure toutefois peu de temps dans ce domaine et opte pour le commerce, puis le journalisme. Entre 1874 et 1896, à titre de candidat libéral aux élections fédérales, il subit cinq défaites. Finalement, Turgeon est élu en 1900 et conserve son siège pendant 22 ans, survivant même la défaite du Parti Libéral en 1911. En 1921, les libéraux de Mackenzie King reprennent le pouvoir et l’année suivante, Turgeon est nommé au sénat, où il siège jusqu’à sa mort en 1944, à l’âge de 95 ans. Son principal cheval de bataille, à titre de politicien, est le développement d’une véritable industrie des pêches dans le comté de Gloucester.
C’est en 1905 qu’Onésiphore Turgeon achète pour la somme de 1 800 $ cette confortable résidence aux allures victoriennes. Construite en 1881, cette demeure est interprétée ici à son état 1928. Il s’agit d’une grande maison avec toit mansardé, à l’architecture conventionnelle. En Amérique du Nord, on associe ce type de toiture au style victorien, très populaire de 1860 à 1890.

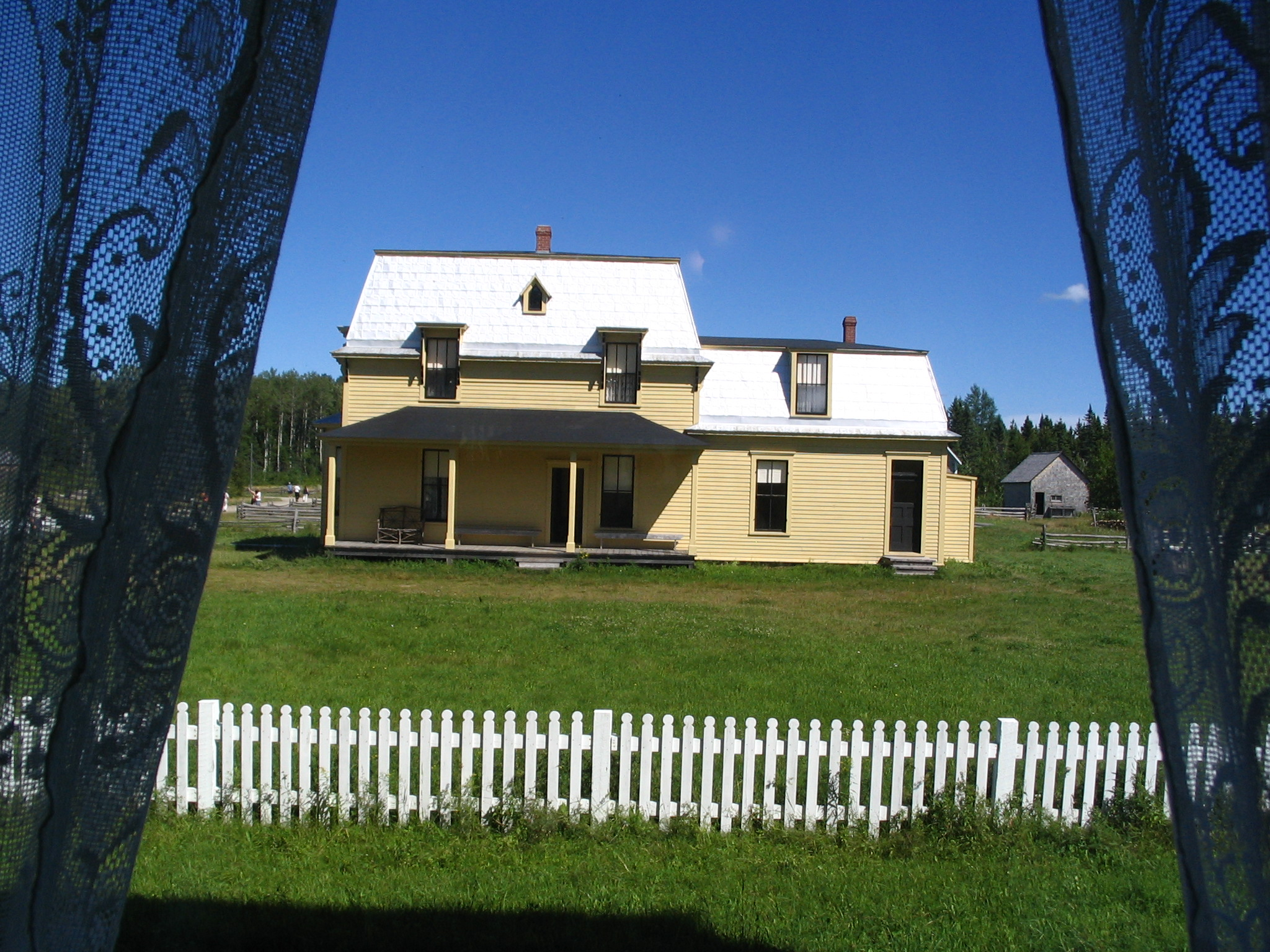
La maison O. Turgeon, vue de la ferme Chiasson.
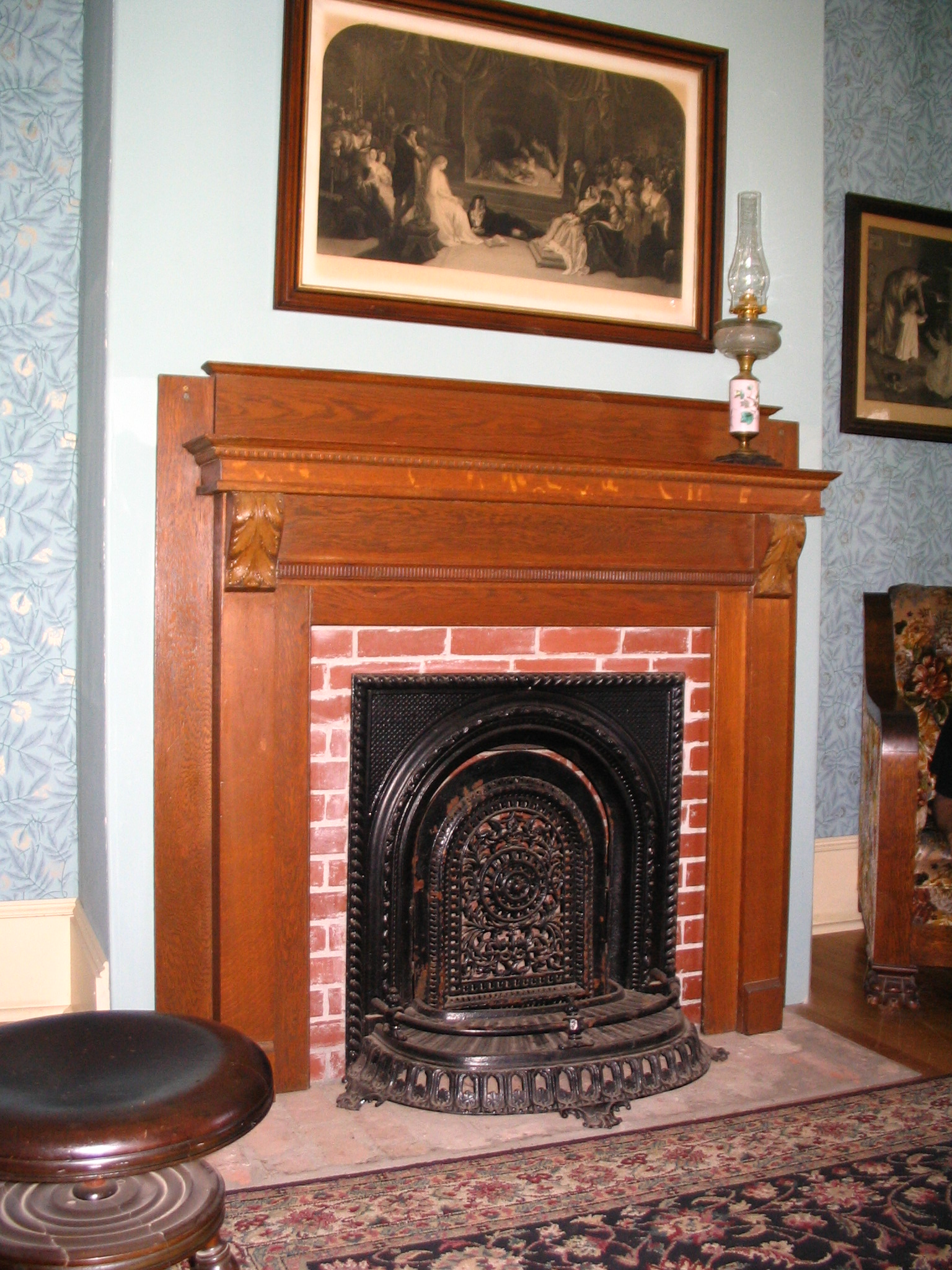
Le salon.

#### Ferblanterie Ouellet
Au Nouveau-Brunswick, le métier de ferblantier s’implante à un rythme plutôt lent. Si on retrouve quelques ateliers dans certains grands centres anglophones dès la fin des années 1860, ce n’est qu’une dizaine d’années plus tard que les premières ferblanteries s’installent dans certaines communautés acadiennes. La ferblanterie du Village Historique Acadien est une reproduction de la boutique de Ferdinand Ouellet situé sur la rue Principale à Shediac. Elle est interprétée pour l’année 1905. Ouellet semble être un personnage de marque dans la société de Shediac à l’époque, puisqu’on le retrouve au tout premier conseil municipal de l’endroit. Dans sa boutique, en plus de fabriquer une foule d’objets d’usage courant, il vend les poêles de la fonderie de Sussex.
La construction de la ferblanterie est typique de celle de la plupart des boutiques et des magasins du début des années 1900: construction à colombages verticaux, avec grandes fenêtres sur la façade, de chaque côté de la porte; l’intérieur comprend uniquement l’atelier lui-même et une petite arrière-boutique. Comme presque tous les commerces, celui-ci est construit près de la route, alors que les maisons familiales sont plutôt en retrait.

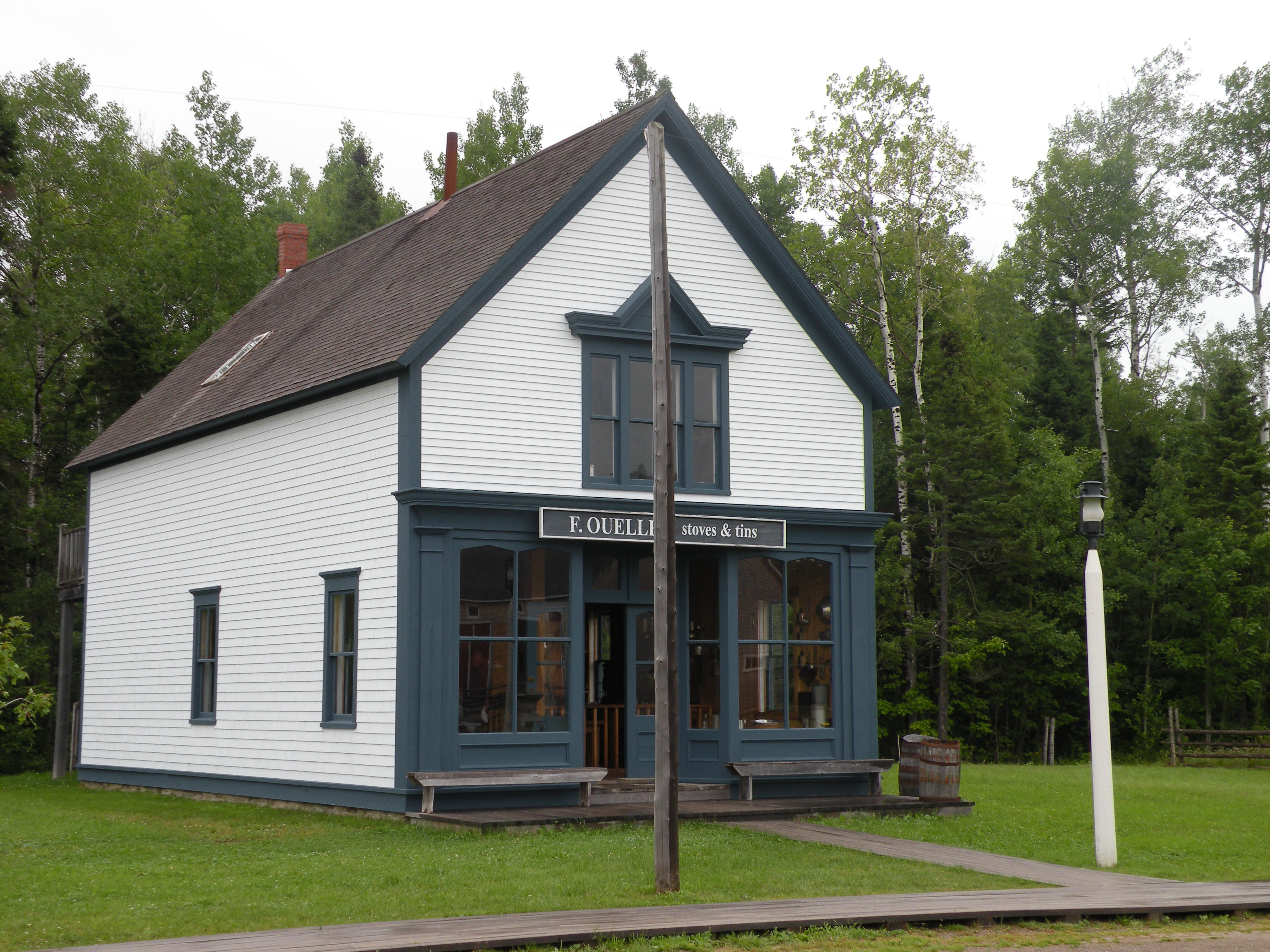
La ferblanterie.

#### Ferme Chiasson
La maison Joseph Chiasson fut construite vers 1890. Elle fut bâtie peu après la naissance de la première fille de Joseph, Célestine. Cette maison vernaculaire d’un étage et demi, se veut, avec ses lucarnes-pignons en façade et sa cuisine d’été, le reflet véritable de l’influence cottage classique sur la construction résidentielle de la fin du XIXe siècle dans le paysage rural du Nouveau-Brunswick.
Si nous nous attardons à la vie de Joseph Chiasson, celle-ci est mouvementée. Joseph, né à Lamèque en 1866, est le fils d’Abbé Chiasson. Ce dernier quitte l’île Lamèque comme plusieurs habitants de l’île en compagnie du père Louis Gagnon afin de fonder la colonie de Saint-Isidore. Joseph, étant encore jeune, accompagne son père et le reste de sa famille. Il épouse en 1888 Clothilde Parisé, mais malheureusement, elle décède 1902 et Joseph épouse en secondes noces Odile Mallais de Saint-Isidore l’année suivante. En tout, Joseph eut 18 enfants.
Joseph est fermier; il cultive sa terre l’été et travaille dans les chantiers l’hiver. Il peut aussi être ouvrier dans les moulins, notamment pour le compte de David Haché. Avant son décès survenu en 1920, Joseph possède des vaches, un bœuf, une douzaine de moutons, des poules et des cochons. Comme la plupart des fermiers, il cultive des pommes de terre, des navets, des carottes, des betteraves, de l’avoine, du sarrasin et du lin.
Le 21 avril 1920, à Saint-Isidore, Joseph décède de la grippe espagnole. Il laisse toutes ses possessions et propriétés à son épouse Odile. Odile, devenue veuve, plaça six de ses enfants chez son frère Barney Mallais. Abbé, 30 ans et resté « vieux garçon » à cause d’un handicap à la jambe, demeura à la maison avec sa mère et son frère Albert âgé de 14 ans. Toutefois, Odile part pour Montréal plus tard en 1920 probablement pour être servante. Elle revient à Saint-Isidore en 1924 où Albert tente tant bien que mal de subvenir à ses propres besoins et à ceux de son frère en travaillant dans les chantiers l’hiver, en cultivant la terre l’été. Après son retour de Montréal, certains des enfants d’Odile reviennent vivre avec leur mère. En 1925, Odile épouse en secondes noces Joseph McGraw, mais aucun enfant ne naît de cette union.
Odile décède en 1933 à l’âge de 50 ans. Dans son testament, elle laisse à son époux Charles McGraw deux acres de terre à Saint-Isidore et à son fils Richard Chiasson, la maison, les granges et autres bâtiments. Elle demande aussi à Richard de prendre soin de son beau-père Charles McGraw jusqu’à ce qu’il se remarie où qu’il devienne désagréable.
Avec le temps la maison est seulement utilisée l'été et vers 1998, le Village Historique Acadien s’en porte acquéreur afin de la restaurer à son état de 1920.

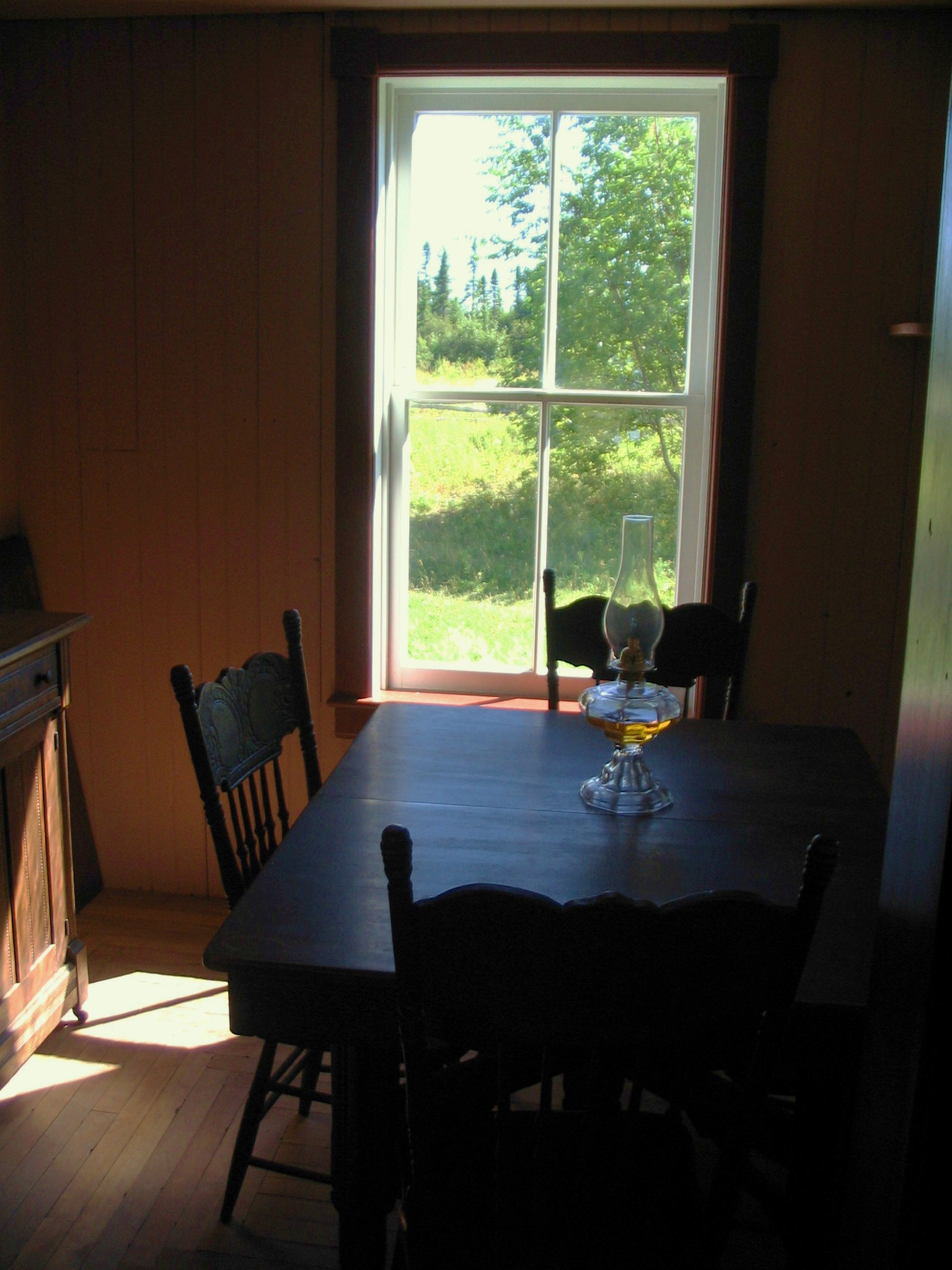
Salle à manger de la ferme Chiasson.

#### Maison McGraw
Cette maison fut construite par Onésime McGraw en 1901. Située anciennement à Losier Settlement, elle est acquise par le Village Historique Acadien le 31 octobre 2007 et restaurée entre 2008 et 2009 à sa condition 1915.
Né en 1874, Onésime McGraw, descendant d’un émigrant irlandais installé à Tracadie à la fin des années 1790, épouse Catherine Drisdelle en 1900 à la paroisse Saint-Jean-Baptiste et Saint-Joseph de Tracadie-Sheila. Peu après leur mariage, Onésime construit sa maison et le couple y habite dès 1901. L’année suivante, une pièce est ajoutée à l’arrière et sert de cuisine. Entre 1900 et 1921, le couple a onze enfants, tous nés dans cette maison, mais malheureusement, trois d’entre eux meurent en bas âge.
La plus jeune des filles, Laurraine, est celle qui logiquement devait hériter de la maison paternelle, mais elle décède en 1951. Son époux, Pierre Rousselle, épouse en secondes noces Clara Duguay. Catherine décède en 1952 et Onésime en 1959. Au décès de ce dernier, la maison est léguée à Pierre. De cette façon, la maison passe aux mains des McGraw aux Rousselle.
Utilisée comme bureau de licences dans les années 1960, la maison devient toutefois désuète et Pierre décide de se construire une nouvelle demeure en 1973 et abandonne l’ancienne. C’est donc dans un état d’abandon depuis 34 ans que la maison est cédée par Rosella Robichaud au Village Historique Acadien afin qu’elle soit restaurée et conservée comme bâtiment du patrimoine acadien.

#### Maison Ward
La maison Ward de Miscou est construite vers 1887-1890 par Thomas Ward. Thomas a construit une maison vers l’époque de son mariage célébré en 1886. De plus, Thomas avait besoin d’une nouvelle maison, car son père s’est remarié et commence une nouvelle famille avec sa jeune épouse 37 ans sa cadette et il ne peut plus habiter avec eux. La maison Ward était située sur la rue Ward, près de la rue Vibert à l’île Miscou.
La maison appartient à Thomas jusqu’à son décès en 1919, puis ce fut son fils Dana qui en hérite. Par la suite, la maison devient la propriété des deux frères Ward, Stillman dit « Still » et Nelson. En 1995, la maison est vendue à Rita et François Gendron, Rita étant la nièce des deux frères et la fille de Virginia, sœur de Still et Nelson.
En 2000, la maison Ward est acquise par l’Association touristique de la Péninsule acadienne Inc. et est transférée près de l’édifice d’accueil du Village Historique Acadien. Cette maison devient une maison touristique, c'est-à-dire un bureau touristique pour les visiteurs. Toutefois, ce bureau ferme ses portes et la maison est déplacée à nouveau en 2008 dans le Village dans la section du XXe siècle.

#### Gare
La gare du Village Historique Acadien est une reproduction d’une gare du Canadien National qui est identifiée comme étant une Canadian Government Railways standard no 5 station tel que dessinée en 1918 par le bureau chef ingénieur de Moncton.
Avec son toit en croupe soutenue par de solides consoles, cette gare se veut un exemple typique du style architectural de nombreuses gares construites au Nouveau-Brunswick au cours du premier quart du XXe siècle.

#### Caisse populaire
La Caisse populaire de Petit-Rocher est fondée en 1936; elle se nomme au début « Petit-Rocher Credit Union Society Limited ».  Il faudra attendre 1941 pour que le nom soit officiellement francisé.  Elle devient donc « La Caisse populaire de Petit-Rocher Limitée ».  Il s’agit de la première en Acadie.
À ses débuts, les locaux de la caisse sont situés dans le sous-sol du presbytère.  Le bâtiment, sera construit en 1944 sous la direction de Benoit Frenette, au coin des rues Laplante et Principale.  On surnommait ce local « La Petite Caisse ».  En 1943, l’actif de la caisse est de 9 369 $, pour un total de 197 membres; un an après la construction du local, l’actif passe à 32 729 $ et 345 membres.  Toutefois, les fondateurs doivent trimer dur pour convaincre la population que la caisse est là pour rester.  Le travail se fait de bouche à oreille.  Parfois le curé donne en chaire de l’information sur la caisse et le journal L’Évangéline publie des articles sur la coopération.
Pendant longtemps, comme plusieurs autres caisses, la caisse de Petit-Rocher n’est ouverte que quelques jours par semaine.  Il faudra attendre l’embauche de Carmelle Frenette, en 1966, pour que l’horaire de la caisse soit similaire à celui des banques.  « La Petite Caisse » fut utilisée jusqu’en 1970 et fut transformée en logement par la suite, ce qui est toujours le cas aujourd’hui.
À l’époque, les caisses n’étaient ouvertes que très rarement, surtout après la messe du dimanche.  C’était le gérant qui souvent ouvrait le local.  En 1944, à Petit-Rocher, le gérant était J. Évariste Roy.

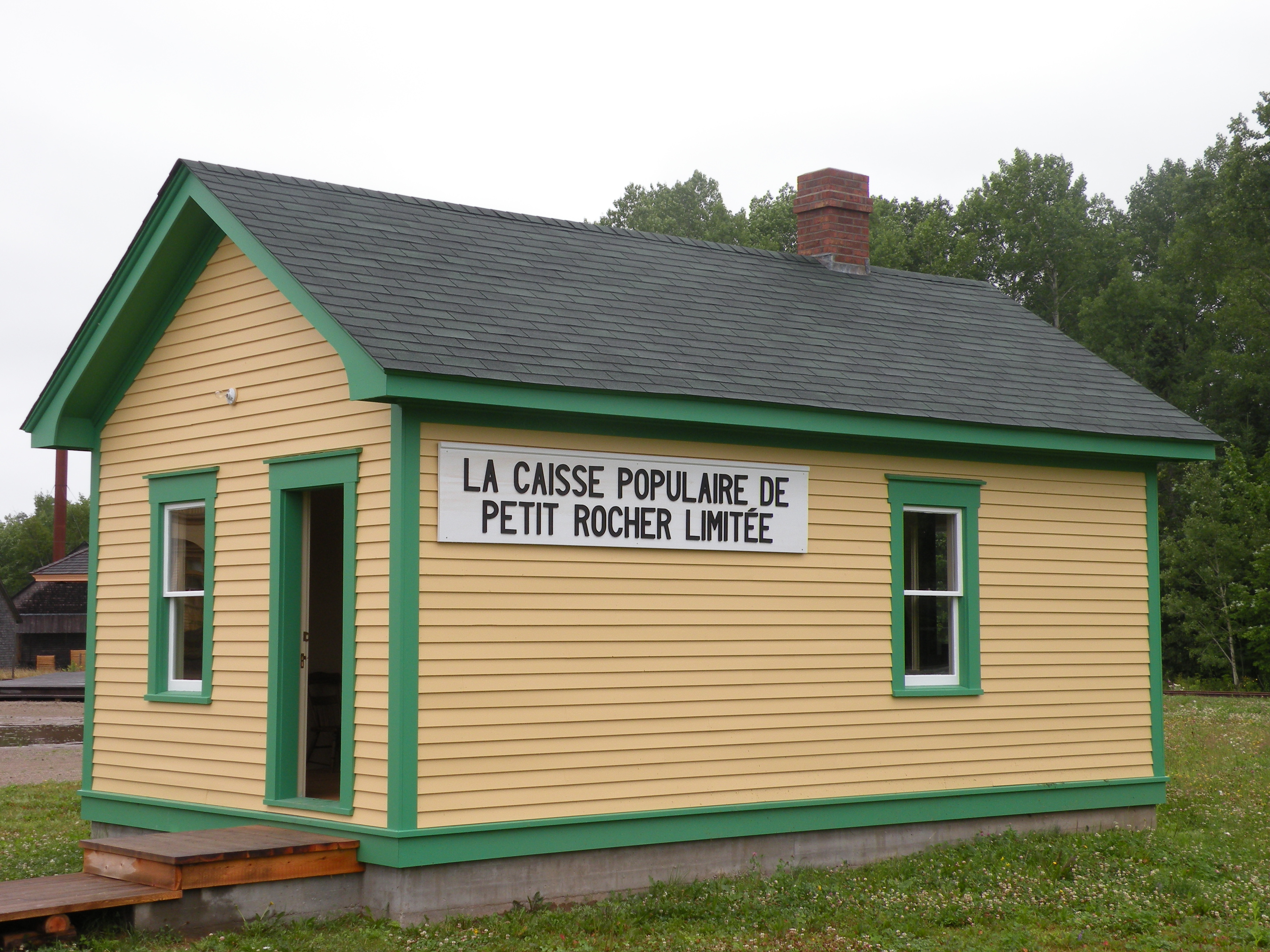
La caisse populaire.
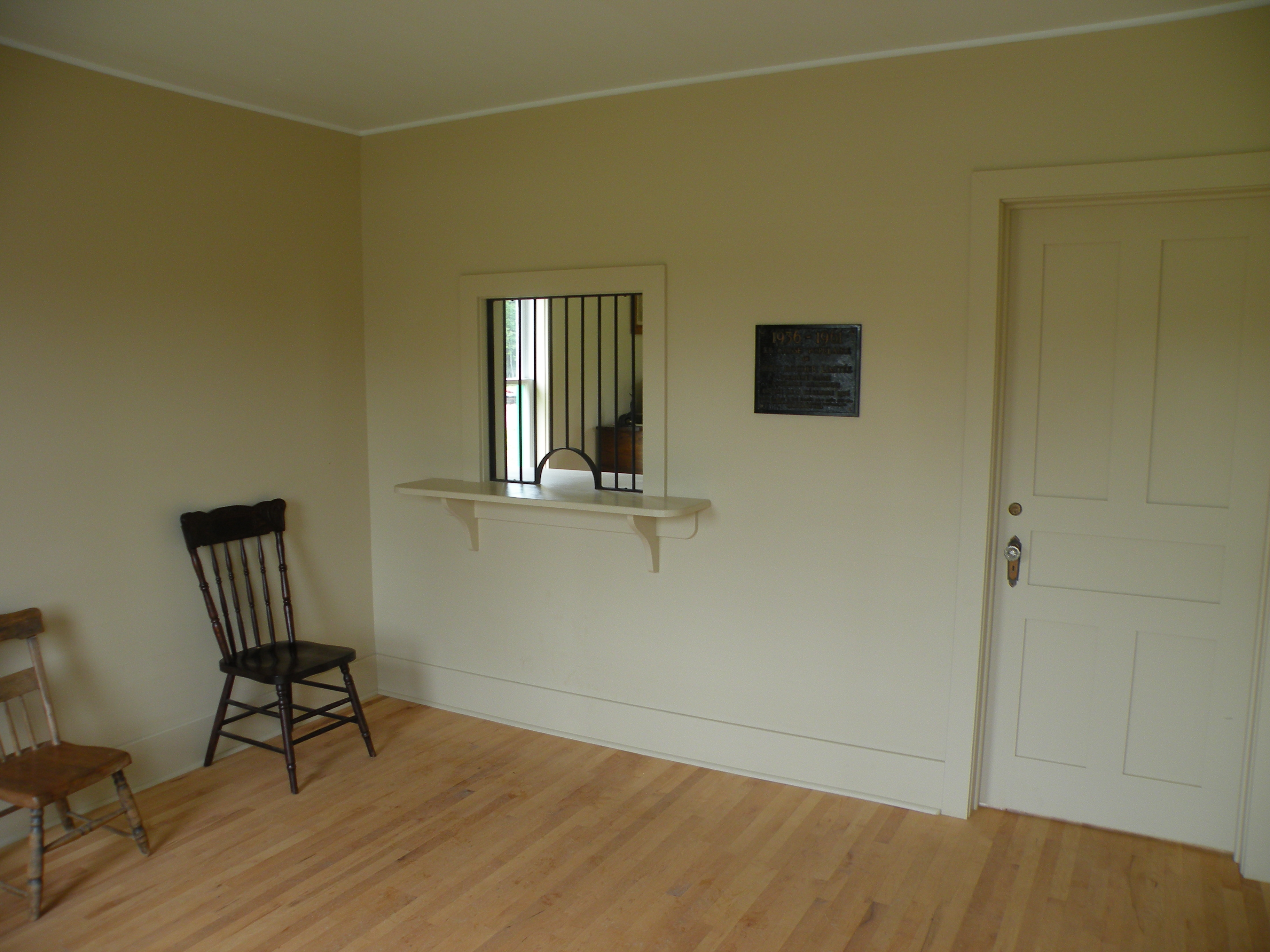
Le vestibule.
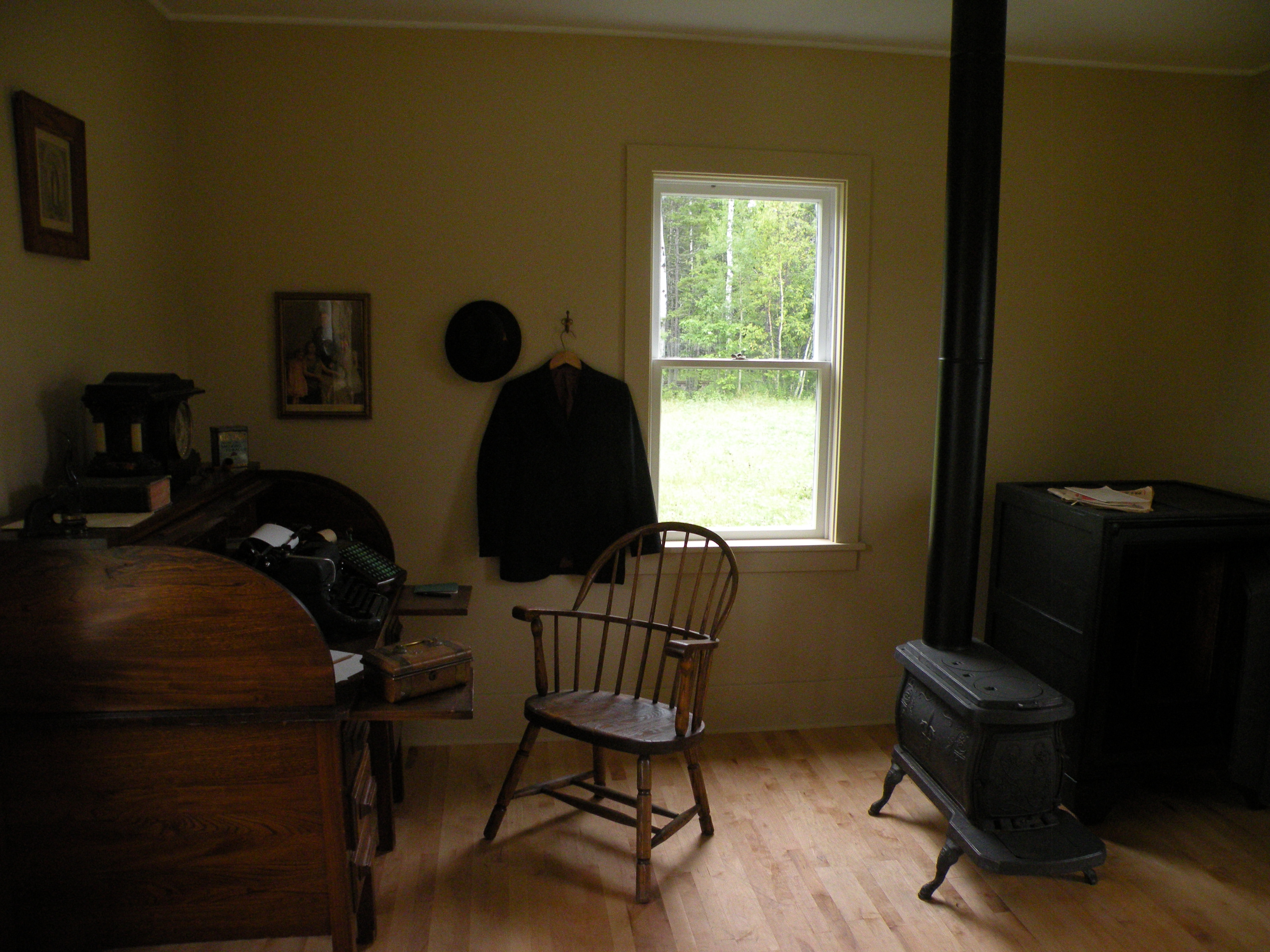
Le bureau.

#### Cordonnerie
La cordonnerie du Village Historique Acadien est une reconstitution d’une cordonnerie typique des années 1900 à 1920 dans les milieux acadiens du Nouveau-Brunswick. D’abord située à la fin du Village dans les années 1970 et 1980, elle est réinstallée dans la section portant sur le XXe siècle au début des années 2000.
Cette petite cordonnerie de milieu rural est très simple, n’est pas électrifiée et est munie d’un outillage rudimentaire. Le cordonnier peut fabriquer des mocassins en plus de réparer les souliers et les bottines. Lorsque le client entre dans la boutique, le cordonnier prend parfois un moulage de son pied, mais le plus souvent il utilise une forme en bois, plus tard en métal, à sa pointure.

## Véhicules

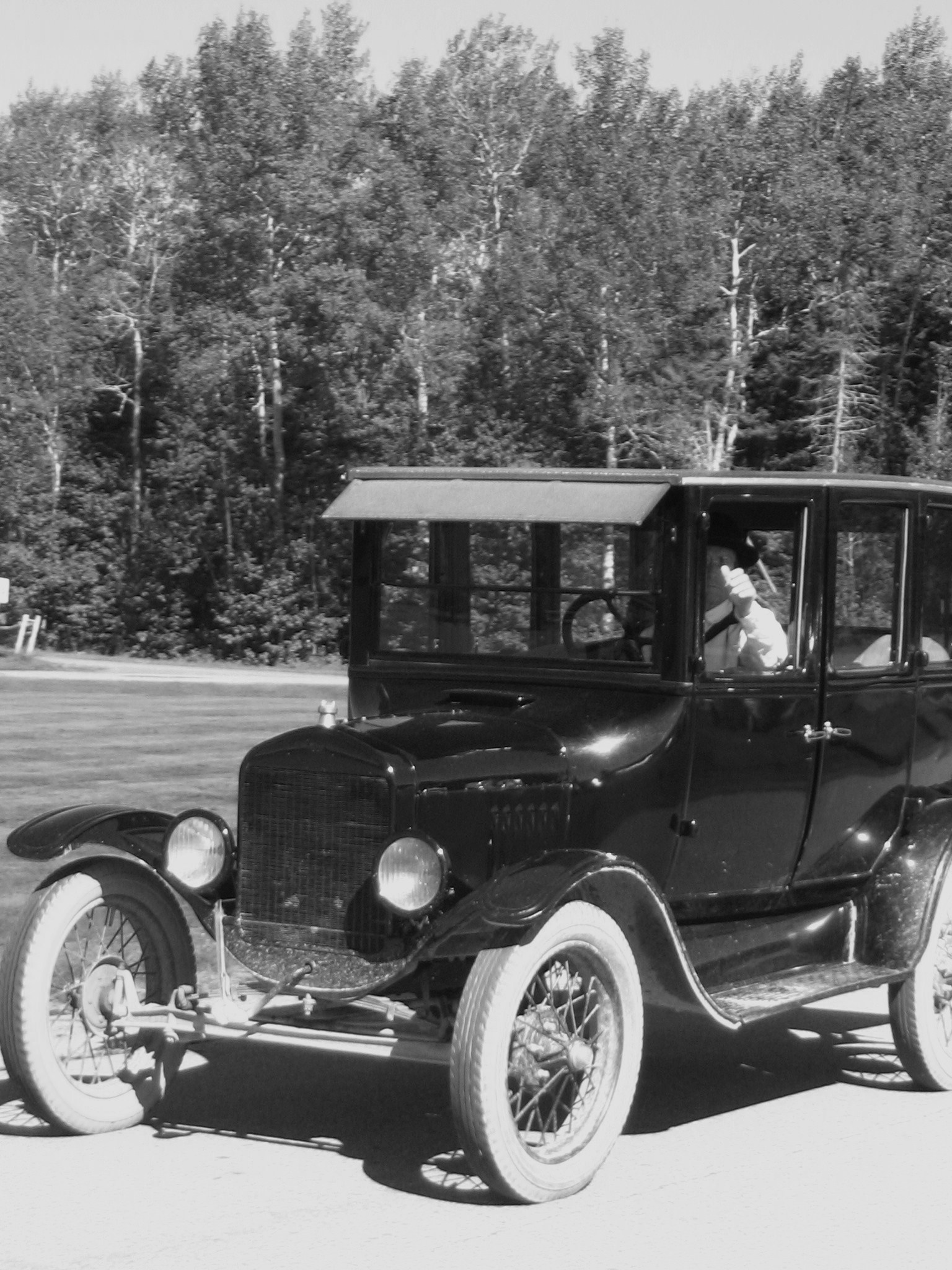
L'automobile.
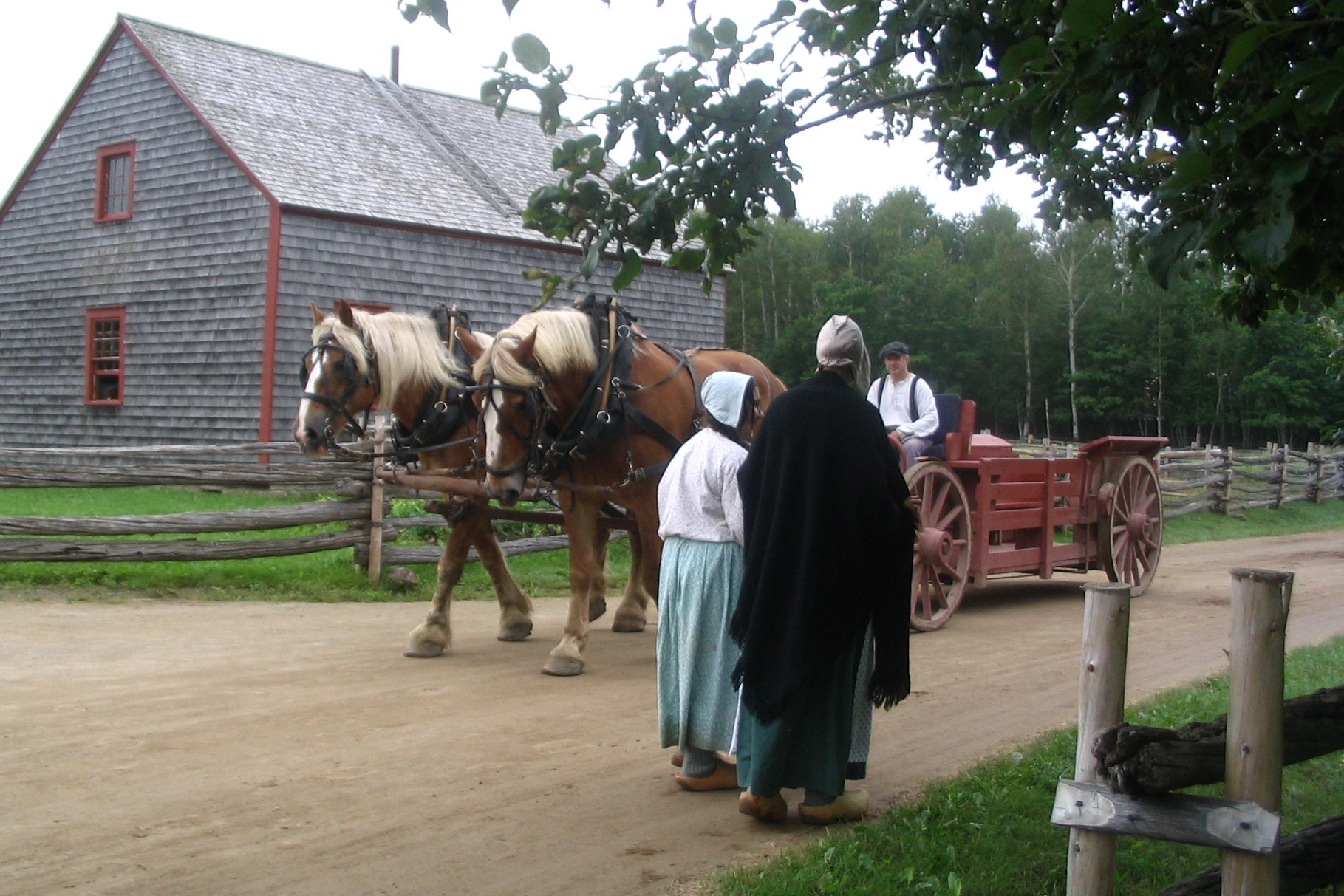
La carriole.

## Informations diverses
L'historien Clarence LeBreton est devenu conservateur en chef du village au milieu des années 1970 et a conservé ce poste durant 9 ans. Il a été également directeur du VHA à la fin de sa carrière et a pris officiellement sa retraite en décembre 2010. Gabriel LeBreton (non lié familialement à l'ancien directeur) assura l'intérim à la direction jusqu'en juin 2013. Le directeur actuel est l'ancien historien de 1996 à 2005, Sylvain Godin. Le Village emploie 200 personnes en 2009. Le VHA est visité par un peu plus de 90 000 visiteurs en moyenne à chaque année et 3 millions de personnes ont franchi l'entrée du parc jusqu'en 2009.
En 2010, Postes Canada dévoilait une nouvelle série de timbres-poste mettant en vedette cinq moulins historiques du Canada, dont celui de la famille Riordon, qui se trouve sur le site historique du Village.
Durant l'été 2013, le Village Historique Acadien a exposé temporairement un loup naturalisé abattu en avril 2012.  L'équipe du Musée du Nouveau-Brunswick avait étudié le spécimen pour connaître son origine et sa provenance sur le territoire de la province, une première depuis 150 ans.
En décembre 2017, l'historien, Philippe Basque, publia l'histoire du Village historique acadien dans un ouvrage publié aux Éditions de la Francophonie.